# Biserica de lemn din Sărata

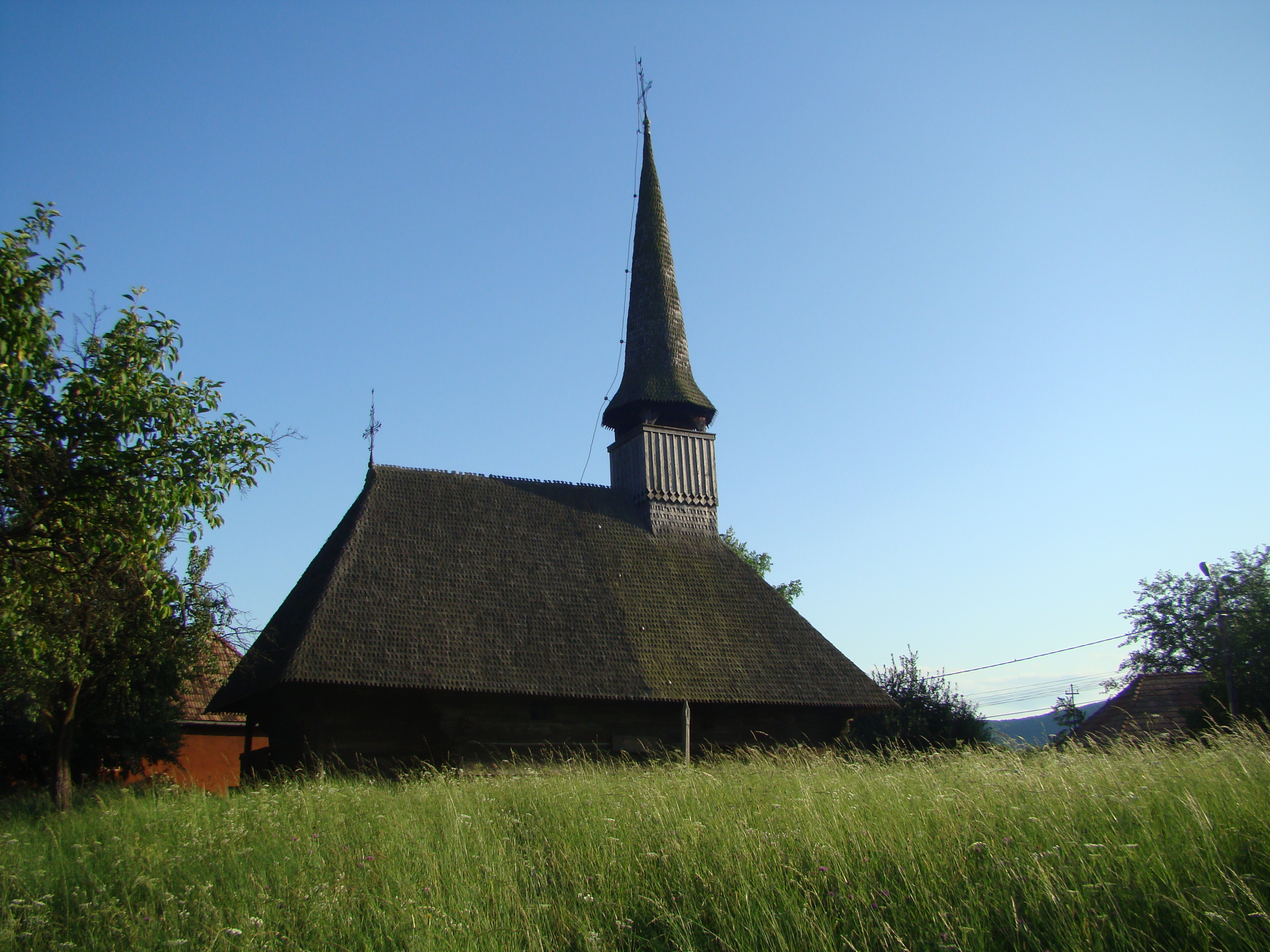
Biserica de lemn „Sfinții Arhangheli Mihail și Gavriil” din Sărata, municipiul Bistrița, județul Bistrița-Năsăud, foto: iulie 2009.

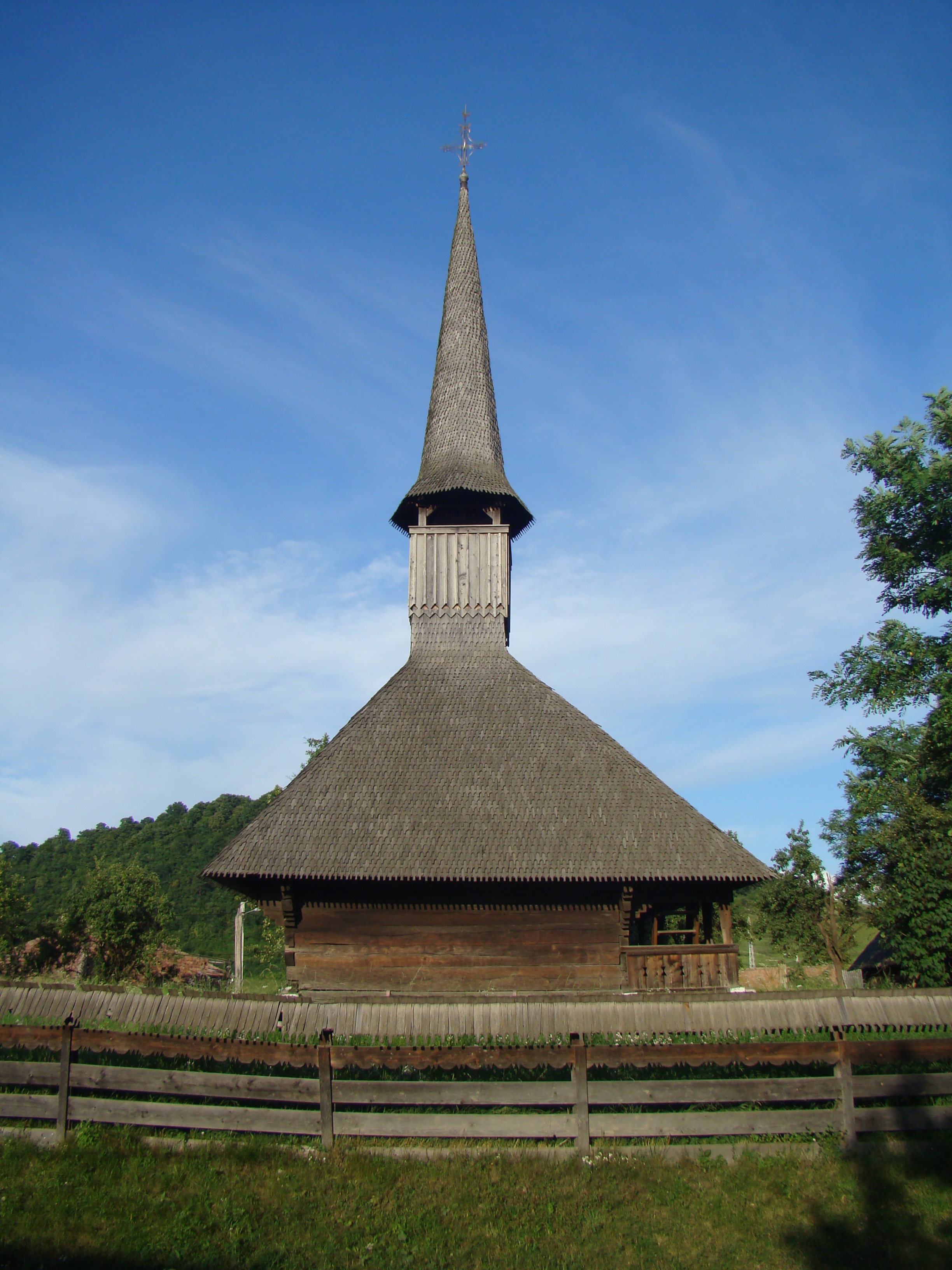
Biserica (vest)

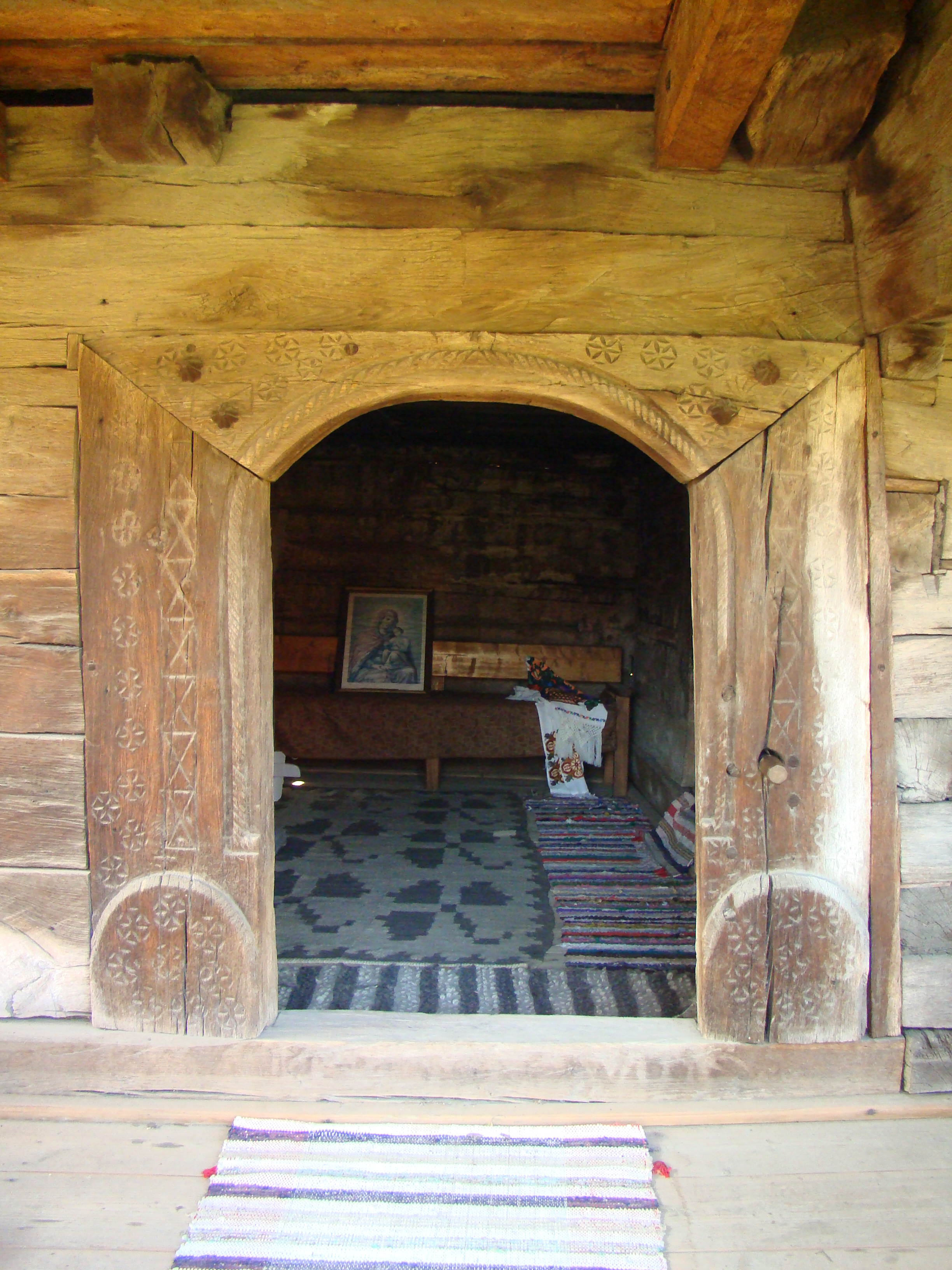
Portalul exterior

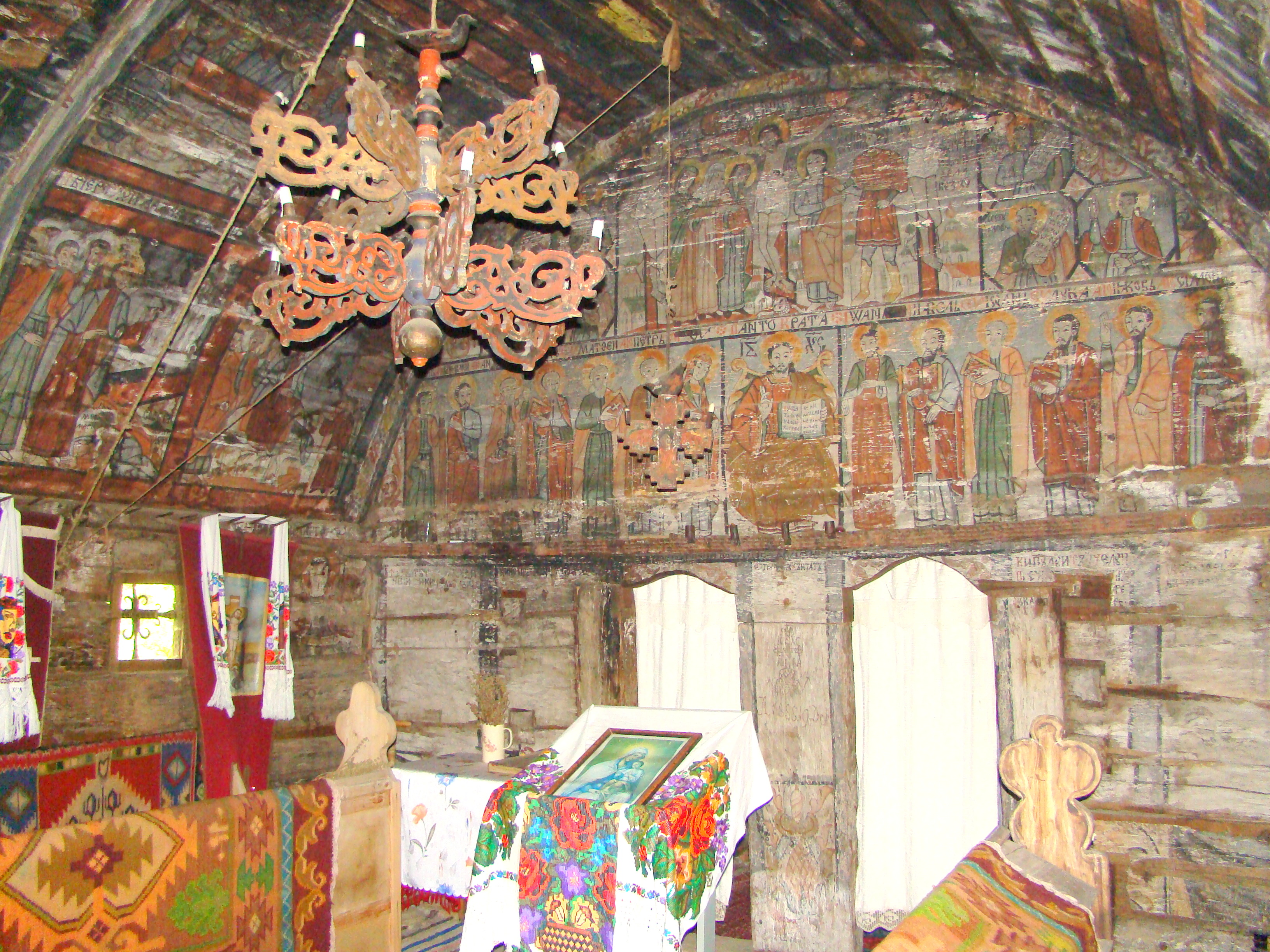
Iconostasul

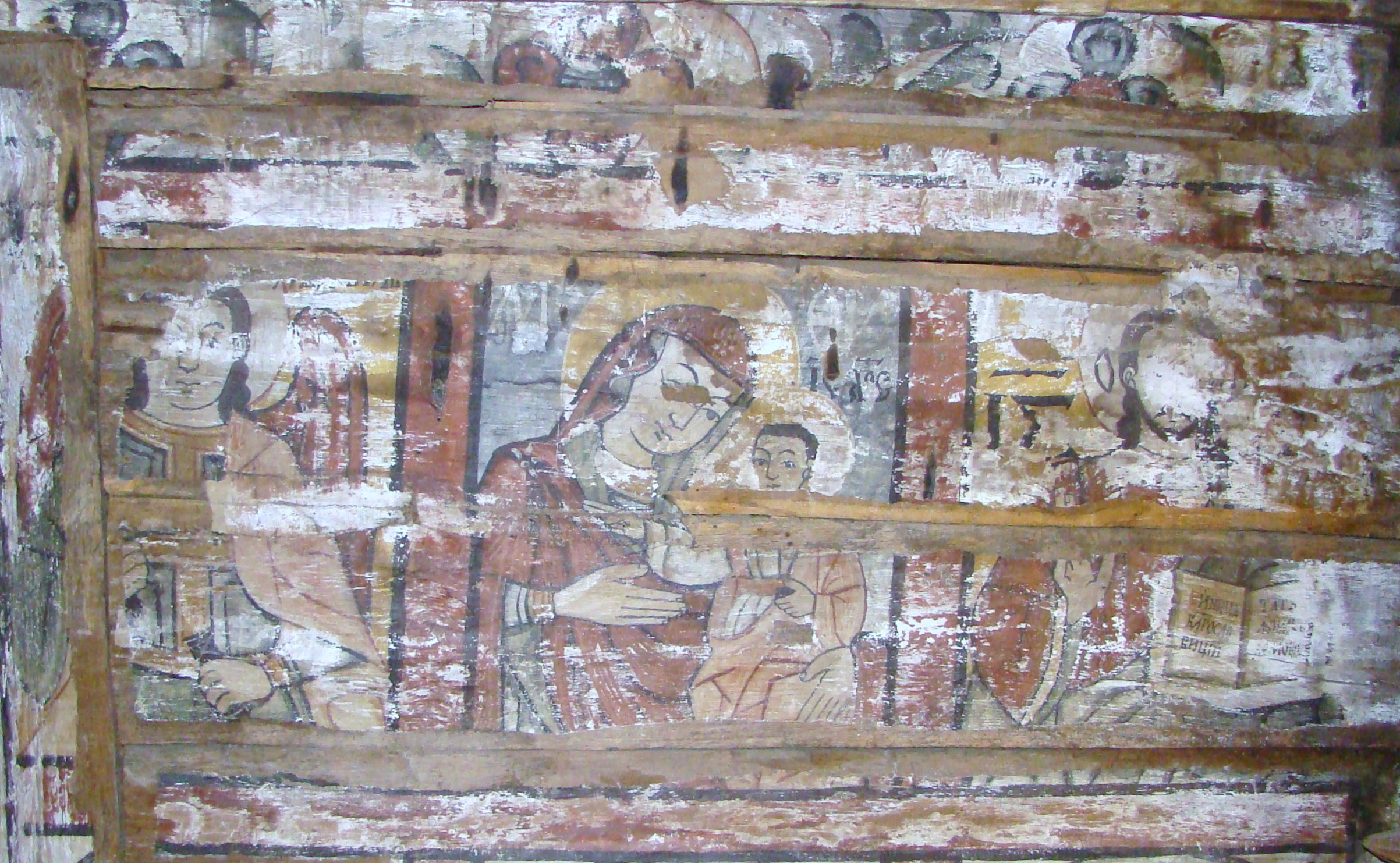
Pronaos, latura de est: Arhanghelul Mihail, Maica Domnului cu Pruncul, Iisus Hristos

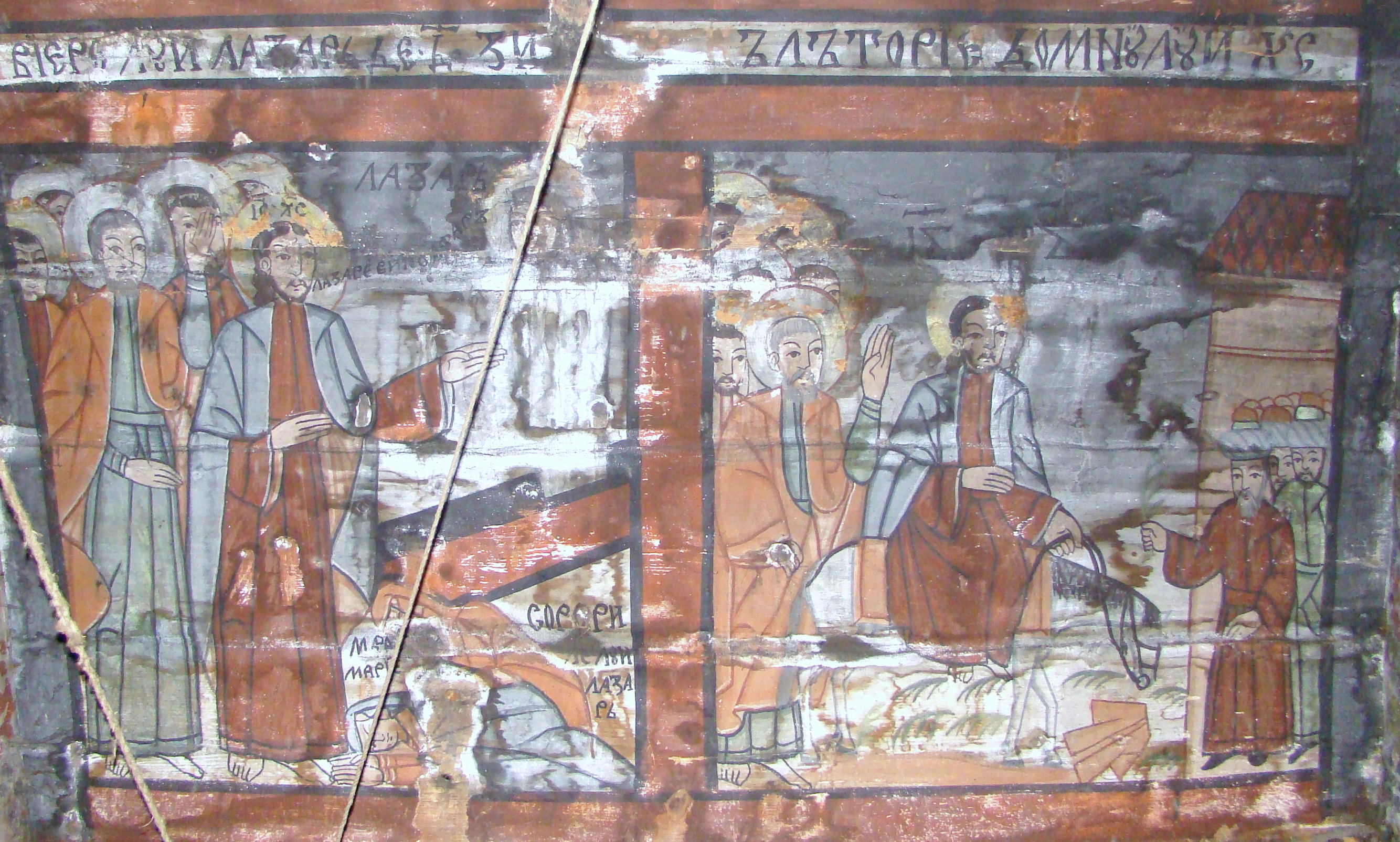
Scene din viața lui Iisus

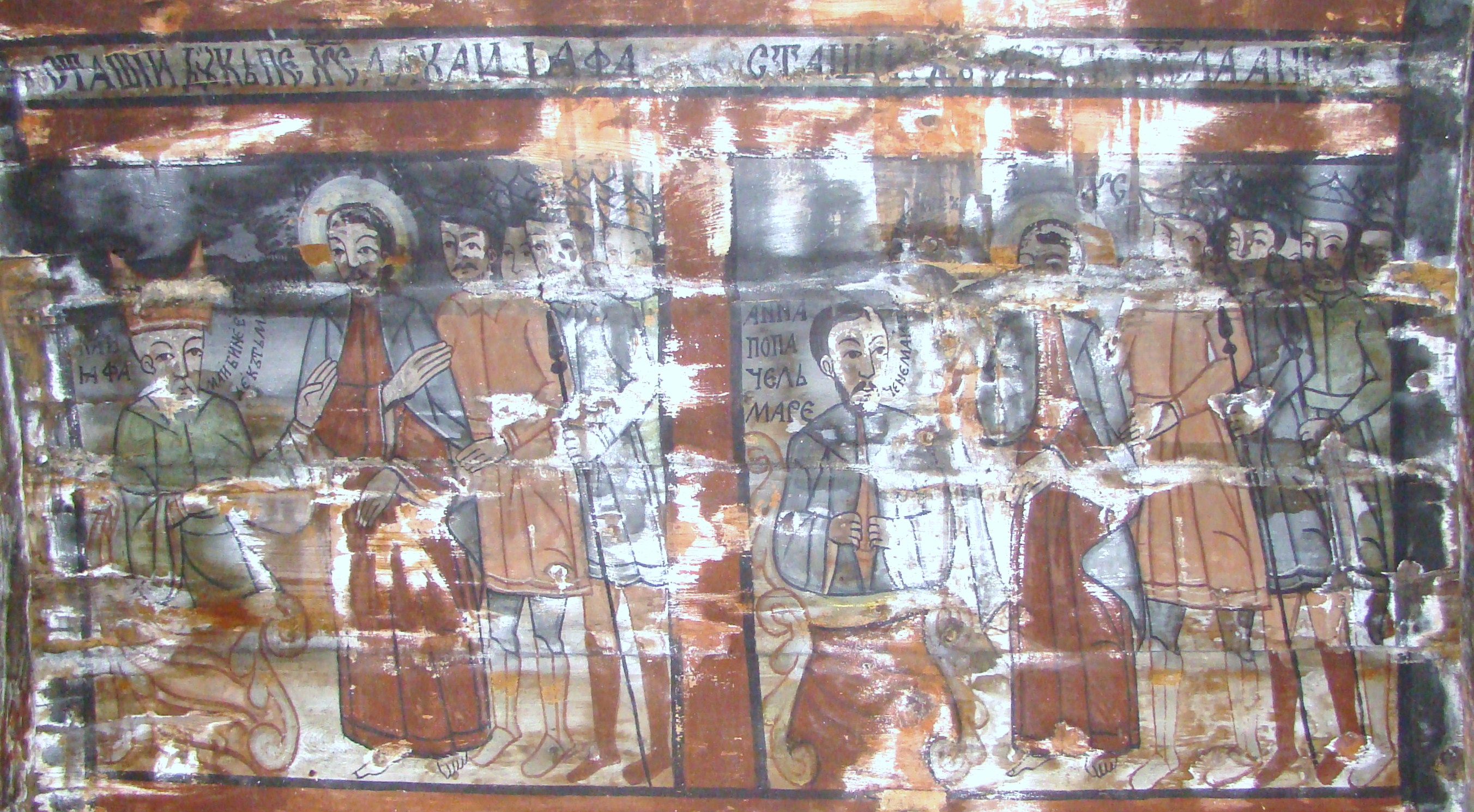
Scene din ciclul patimilor lui Iisus

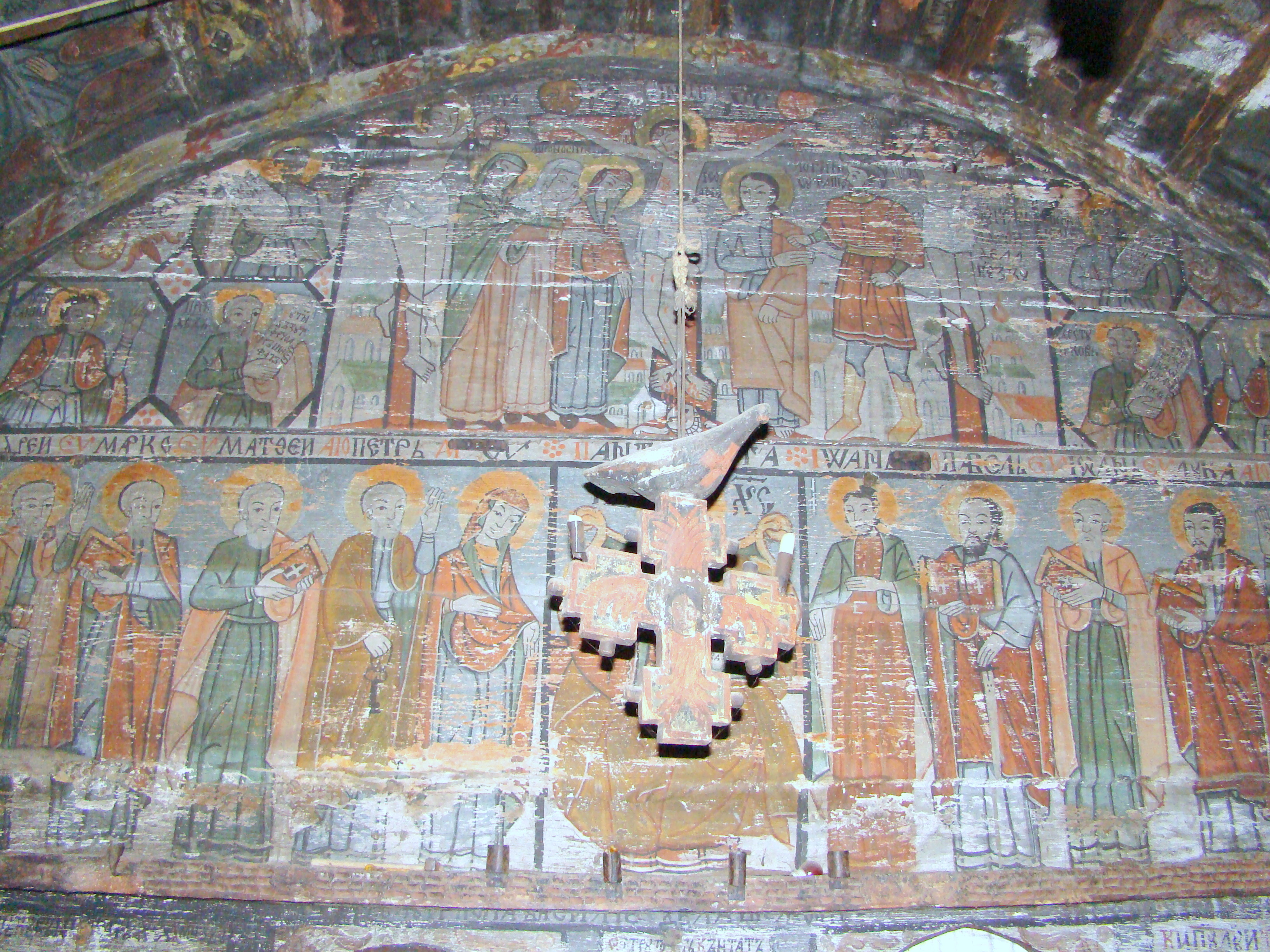
Iconostasul, primele două registre

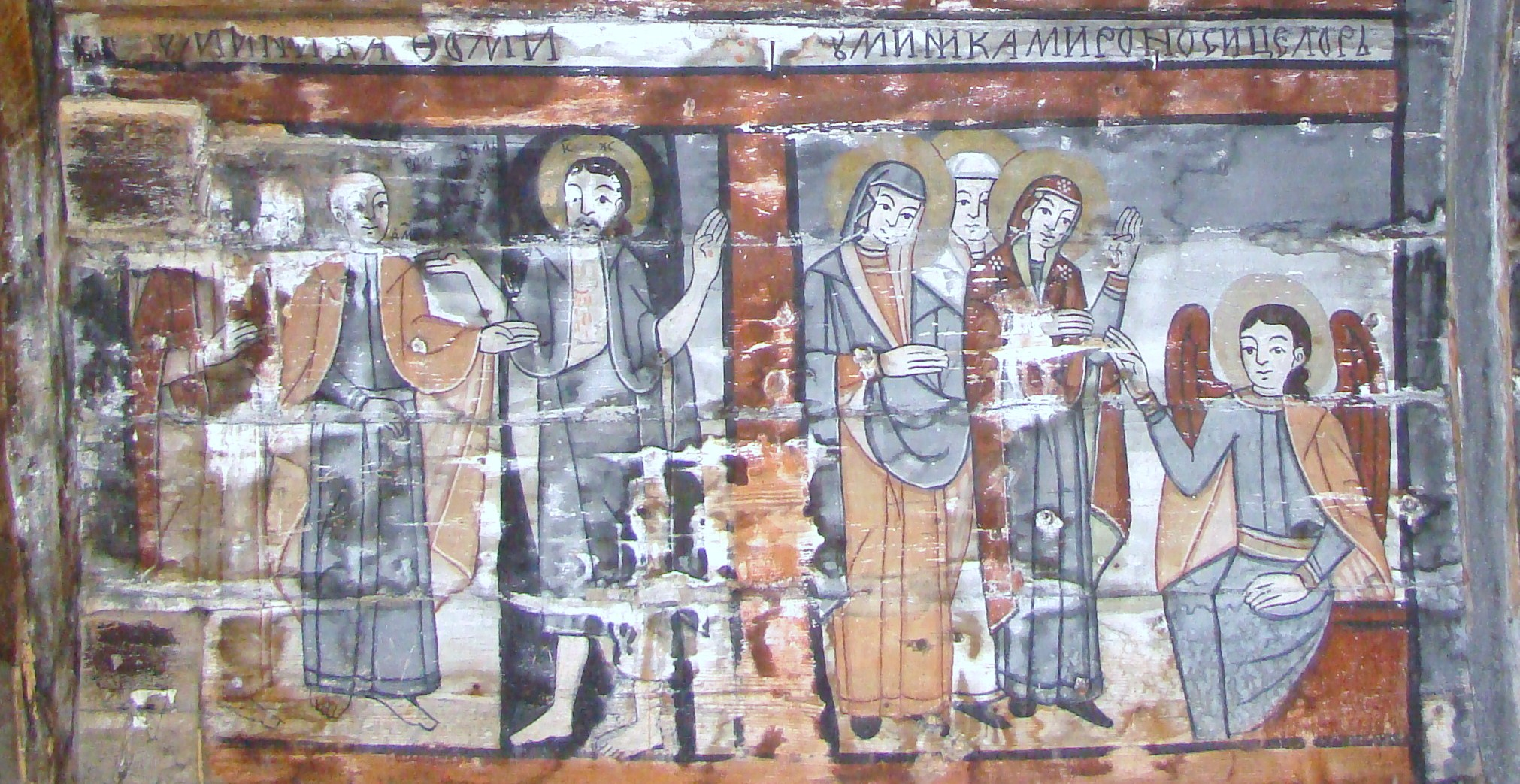
Duminica mironosițelor

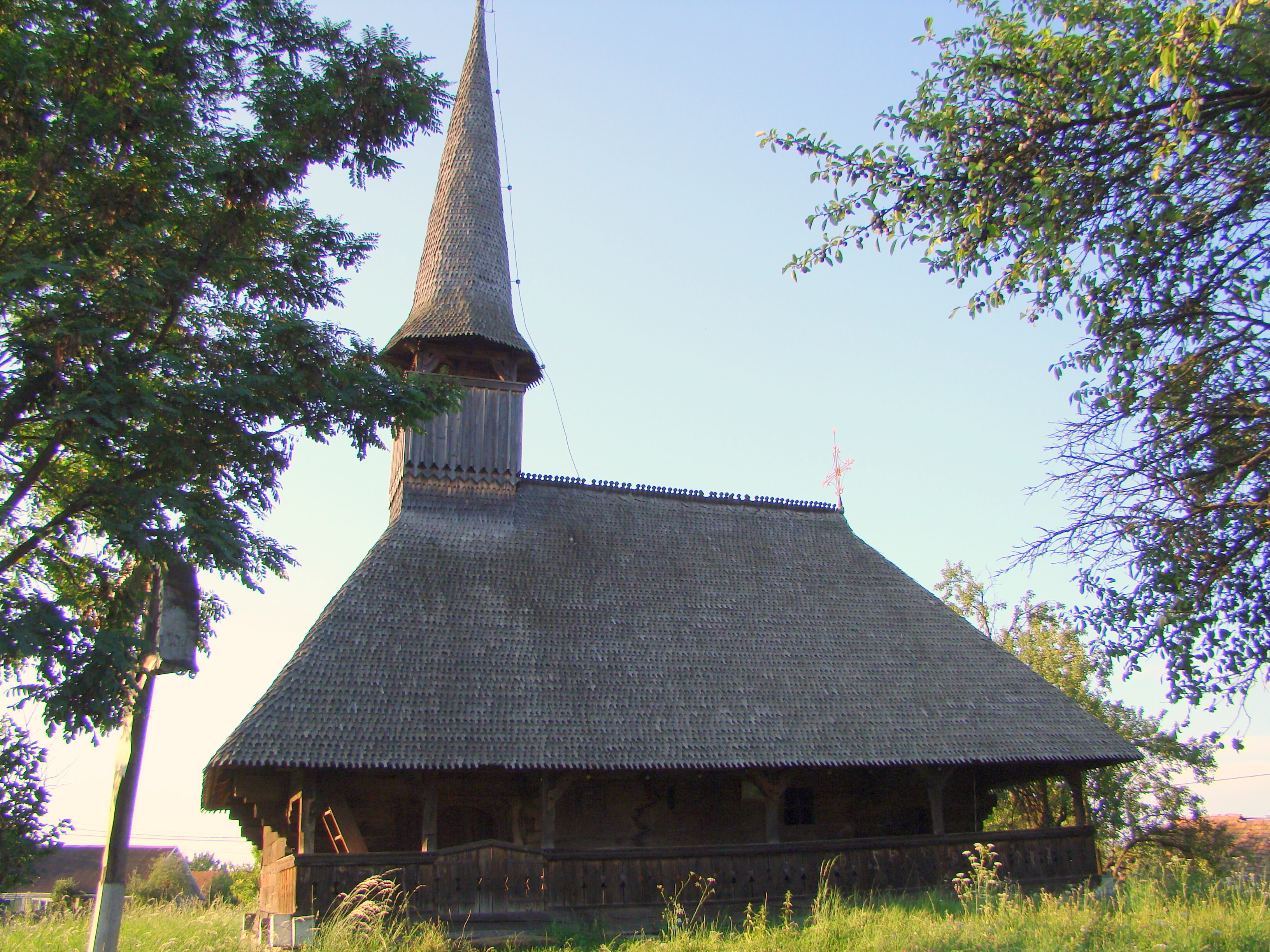
Biserica (sud)

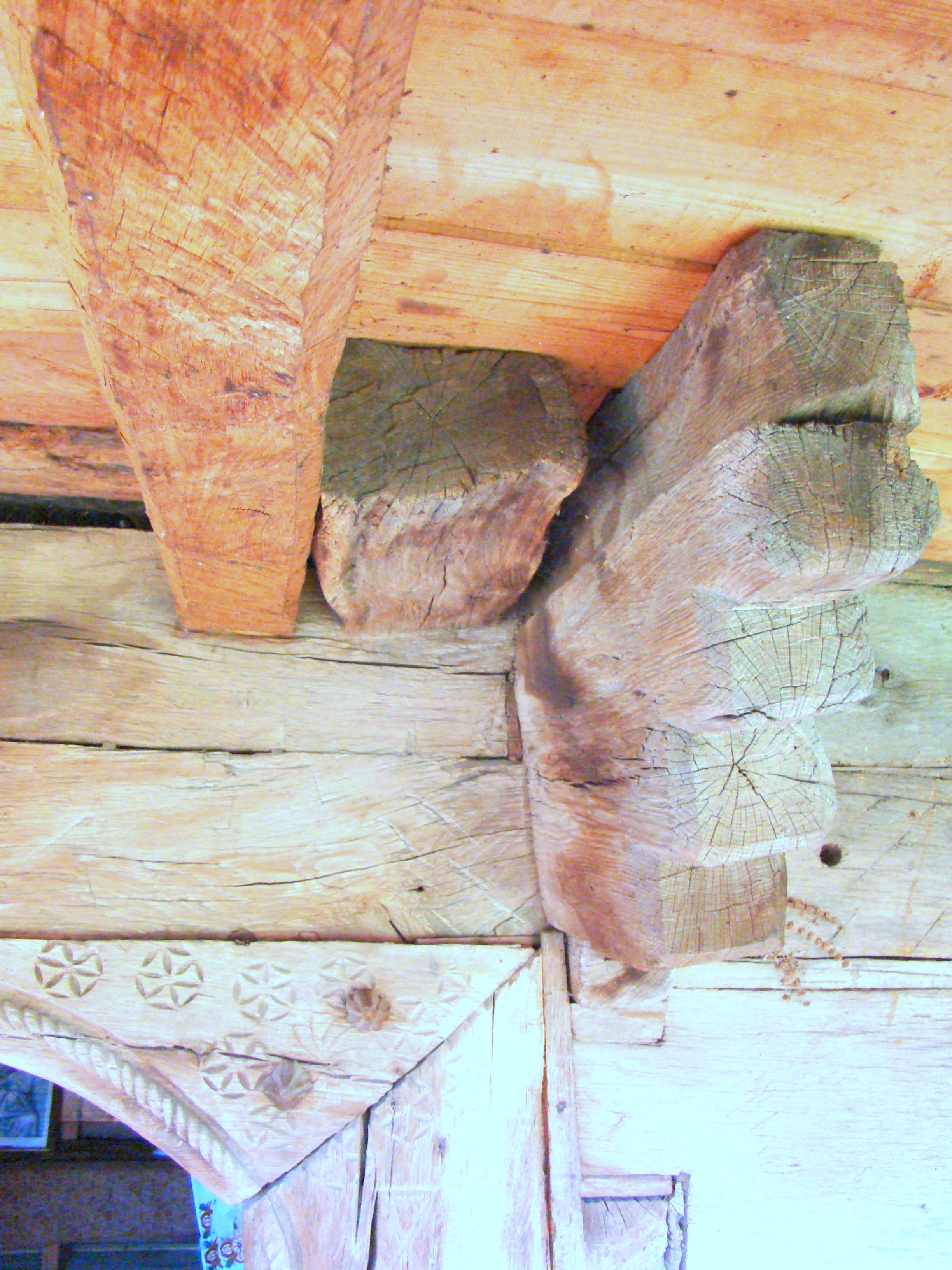
Consolă și detaliu portal

Biserica de lemn din Sărata, municipiul Bistrița, județul Bistrița-Năsăud datează din anul 1755. Lăcașul are hramul „Sfinții Arhangheli Mihail și Gavriil” (8 noiembrie) și figurează pe lista monumentelor istorice, cod LMI BN-II-m-A-01694.

## Istoric și trăsături
Istoricul vechii biserici greco-catolice din Sărata menționează că a existat o inscripție cu datarea 1735, dar care s-a șters cu timpul. Planul și elevația edificiului prezintă câteva particularități. Planul dreptunghiular este format din pronaos, despărțit de naos printr-un perete plin; ușa de intrare este pe latura sudică. În continuarea naosului este absida altarului, decroșată, cu trei laturi, ce se îmbină în unghiuri drepte. Pe latura sudică se află pridvorul, format prin prelungirea acoperișului, ce se sprijină pe șase stâlpi. El înglobează și porțiunea decroșată a absidei altarului.  Prin această modificare forma acoperișului devine asimetrică, cu panta de pe latura sudică mai domoală și mai lungă.  Acoperișul de șindrilă este unitar, având deasupra pronaosului un turn de bază pătrată, prevăzut cu o galerie cu câte o singură arcadă de fiecare latură. Turnul se termină printr-un coif alungit, ce domină construcția și care se sprijină pe o bază octogonală. La exterior se remarcă consolele în trepte,  unele având doar un rol decorativ. Stâlpii de la pridvor care susțin acoperișul se termină sub streașină cu ramificații prinse în cuie de lemn și cu profile în acoladă.  Ușa de intrare din pridvor are latura de sus semicirculară, ancadramentul decorat cu brâu sub formă de funie răsucită și numeroase rozete. Motive tematice sunt tăiate și în balustrada pridvorului, la baza turnului, iar unele ferestre au gratii metalice, ornate cu mici volute.

## Pictura
Pronaosul pictat are următoarele reprezentări: Izgonirea din Rai, Corabia lui Noe, Jertfa lui Avraam, fragmente din ceata sfinților, Sfinții Împărați Constantin și Elena, Sfântul Nicolae, Arhanghelul Mihail, Maica Domnului cu Pruncul, Iisus. 
În naos, pe pereții laterali, reprezentări ale mucenicilor,  iar pe bolta semicilindrică,  scene din minunile și patimile lui Iisus. 
Iconostasul este prevăzut doar cu două intrări, un element arhaic.  În registrul superior este scena Răstignirii, cu Maria, Maria Magdalena, Ioan,  soldați, cei doi tâlhari și un peisaj cu case, și cei patru evangheliști. Cu un registru mai jos este redat Iisus Pantocrator, având în dreapta și stânga Apostolii. Pictura este însoțită de texte în limba română scrise cu caractere chirilice. În naos se mai păstrează un candelabru din lemn,  o cruce pictată și icoane pe lemn,  între care se remarcă icoana Sfântului Nicolae.

## Imagini din interior

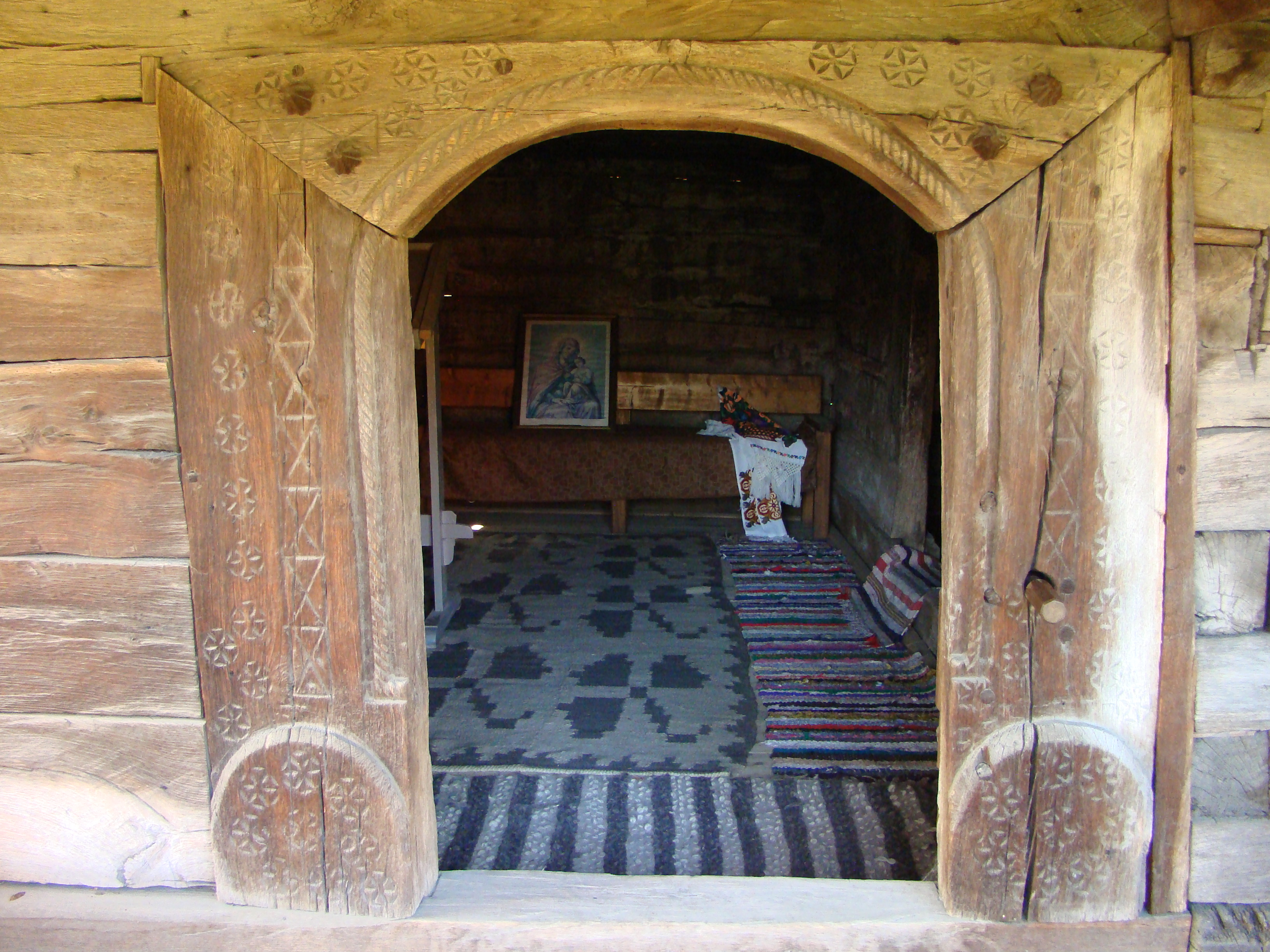
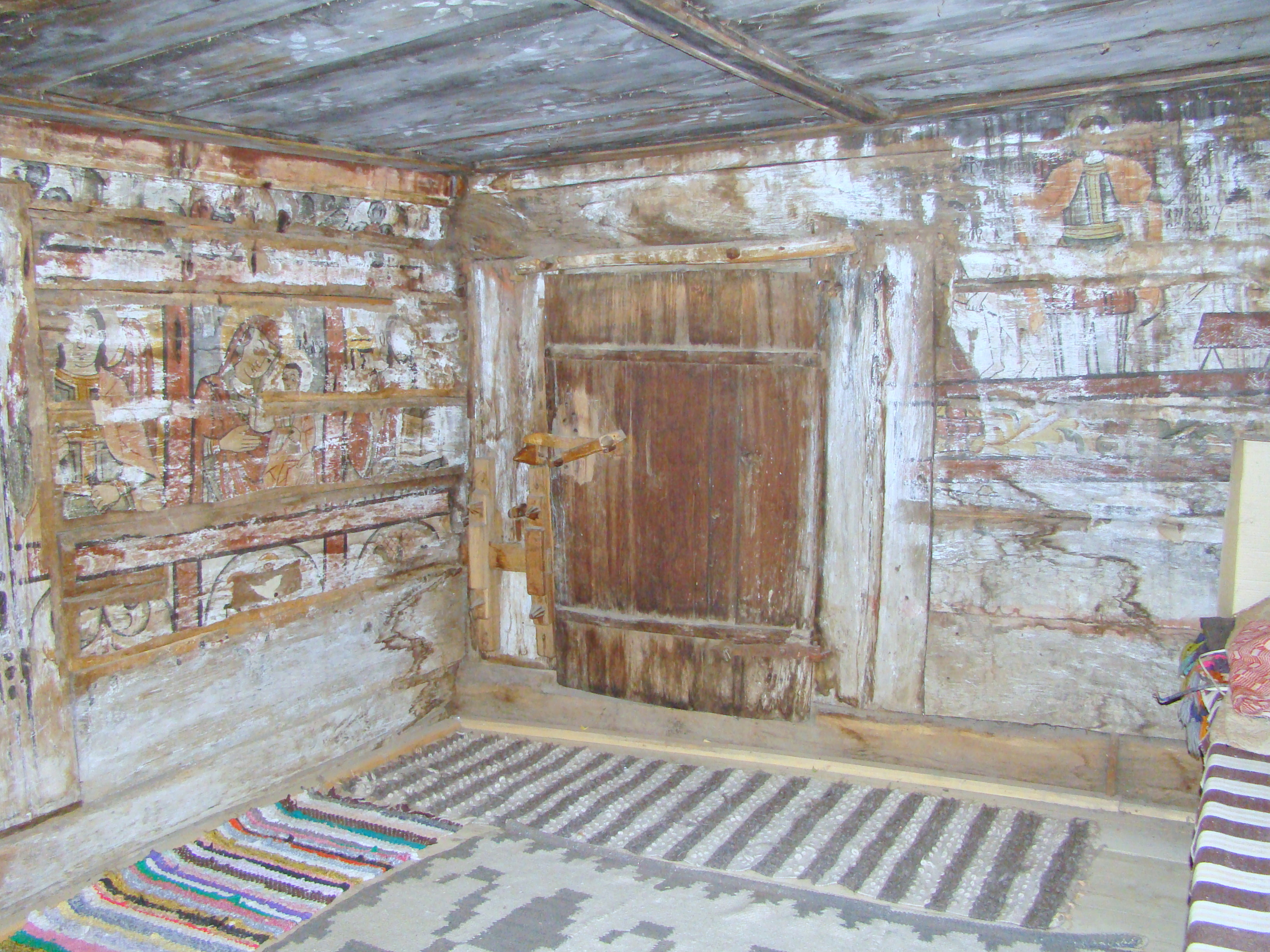
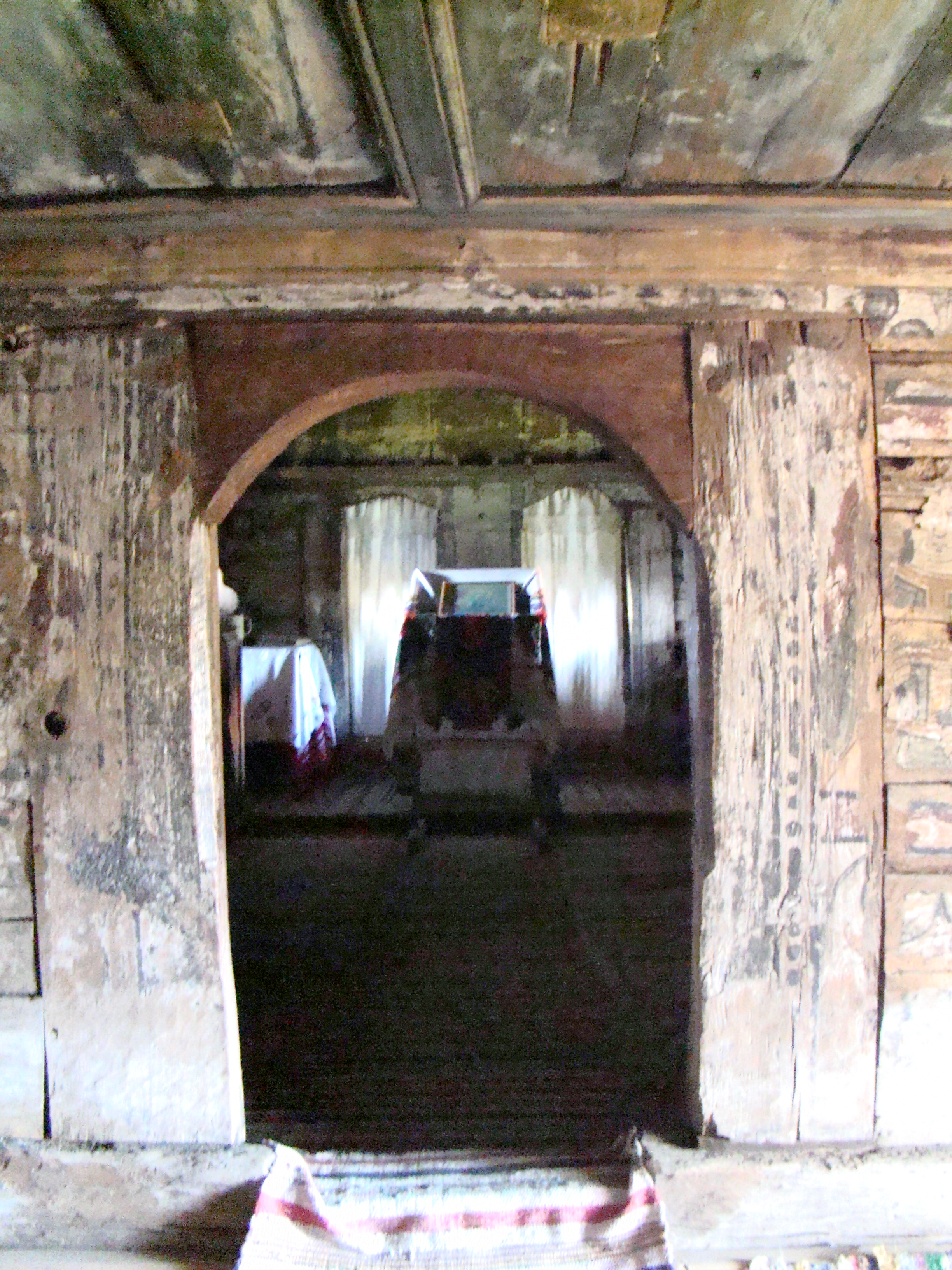
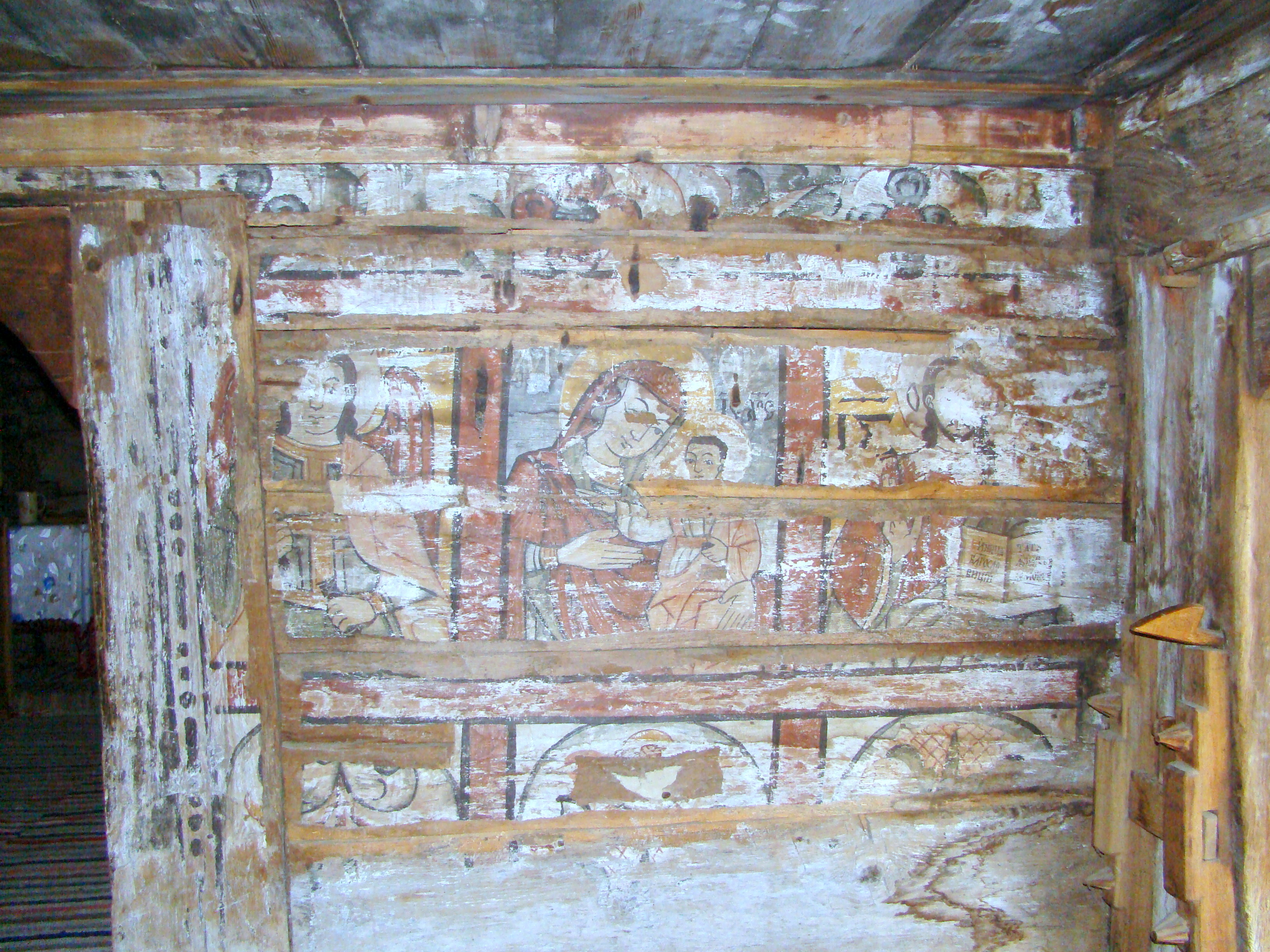
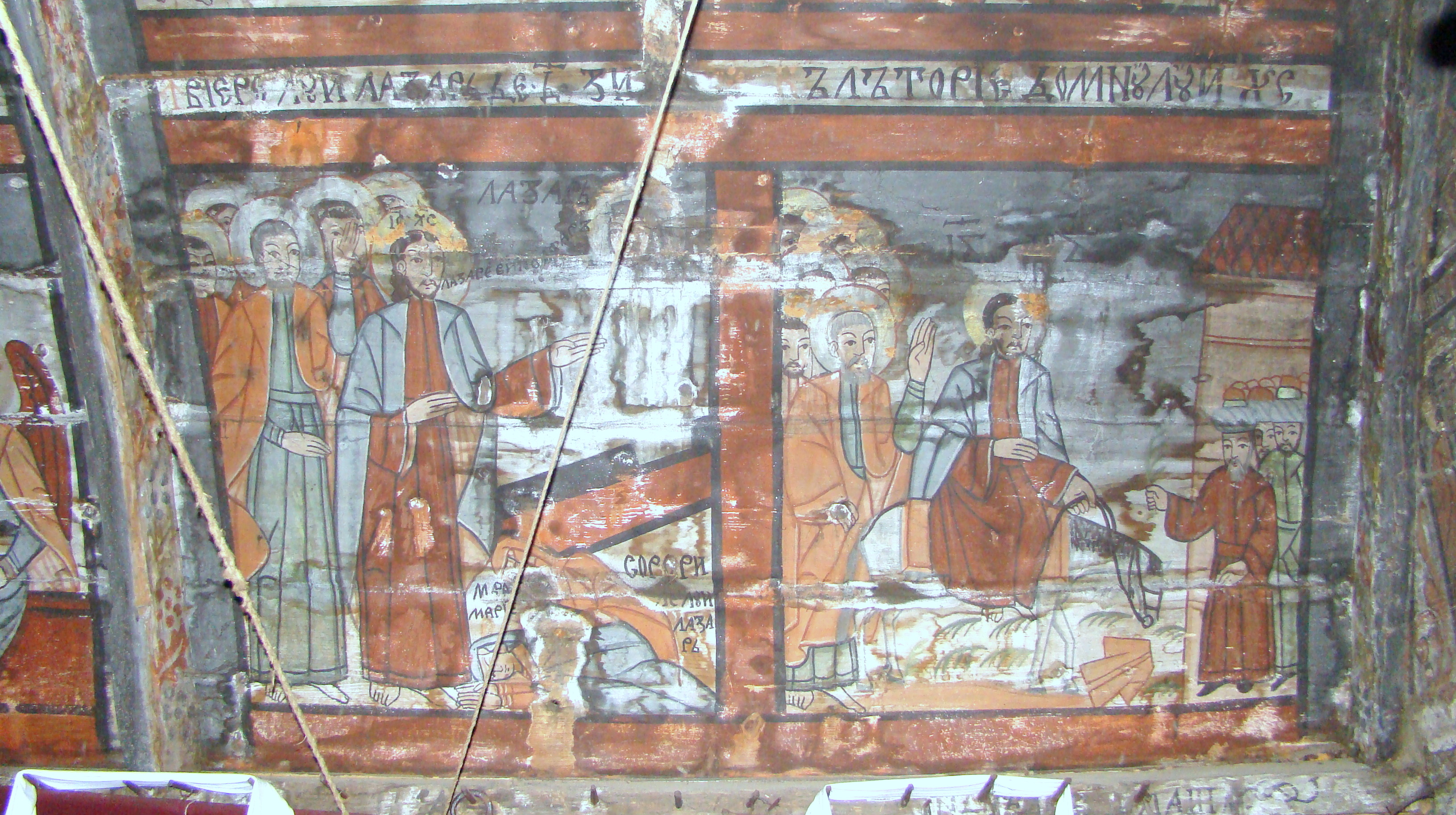
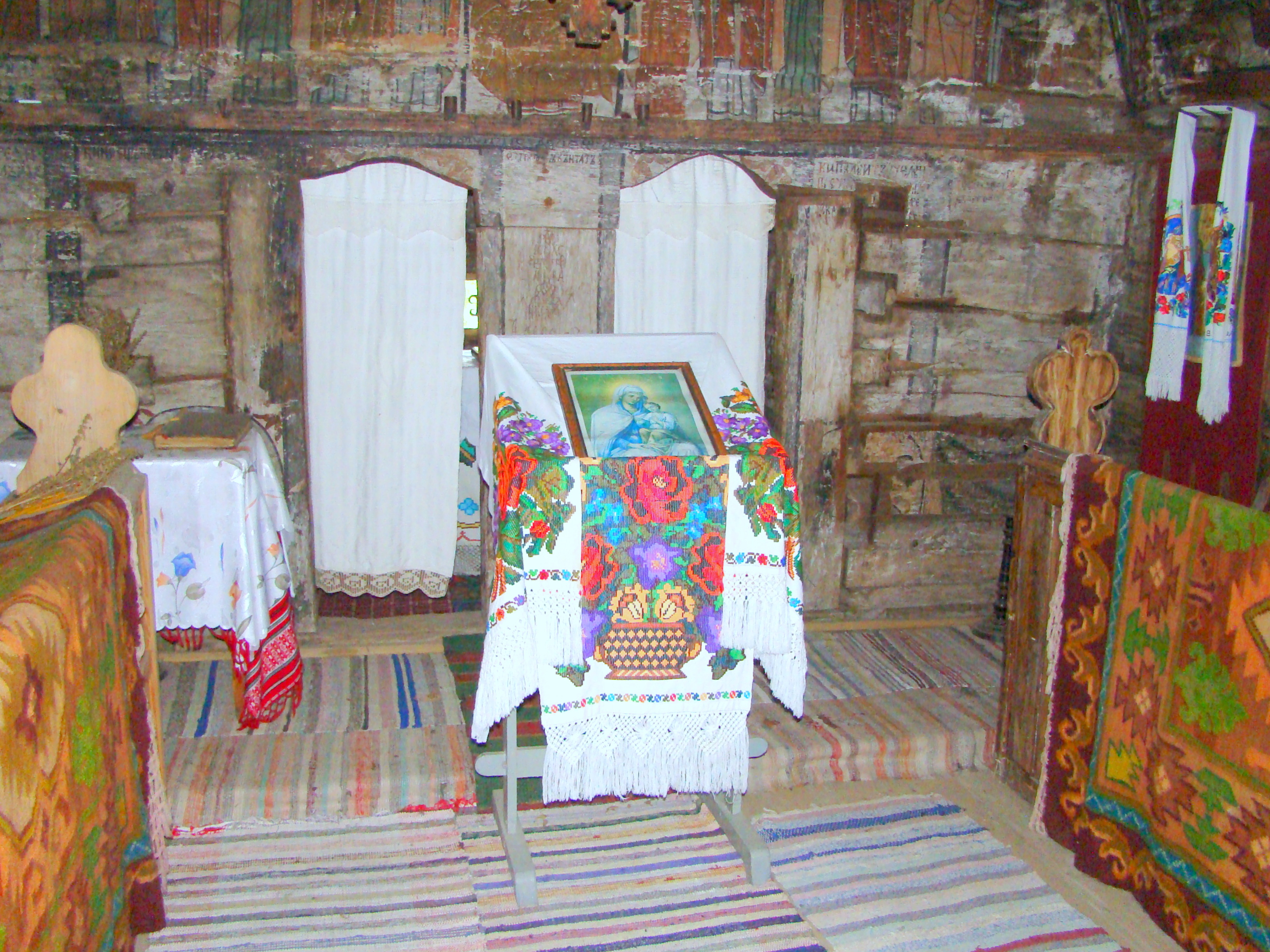
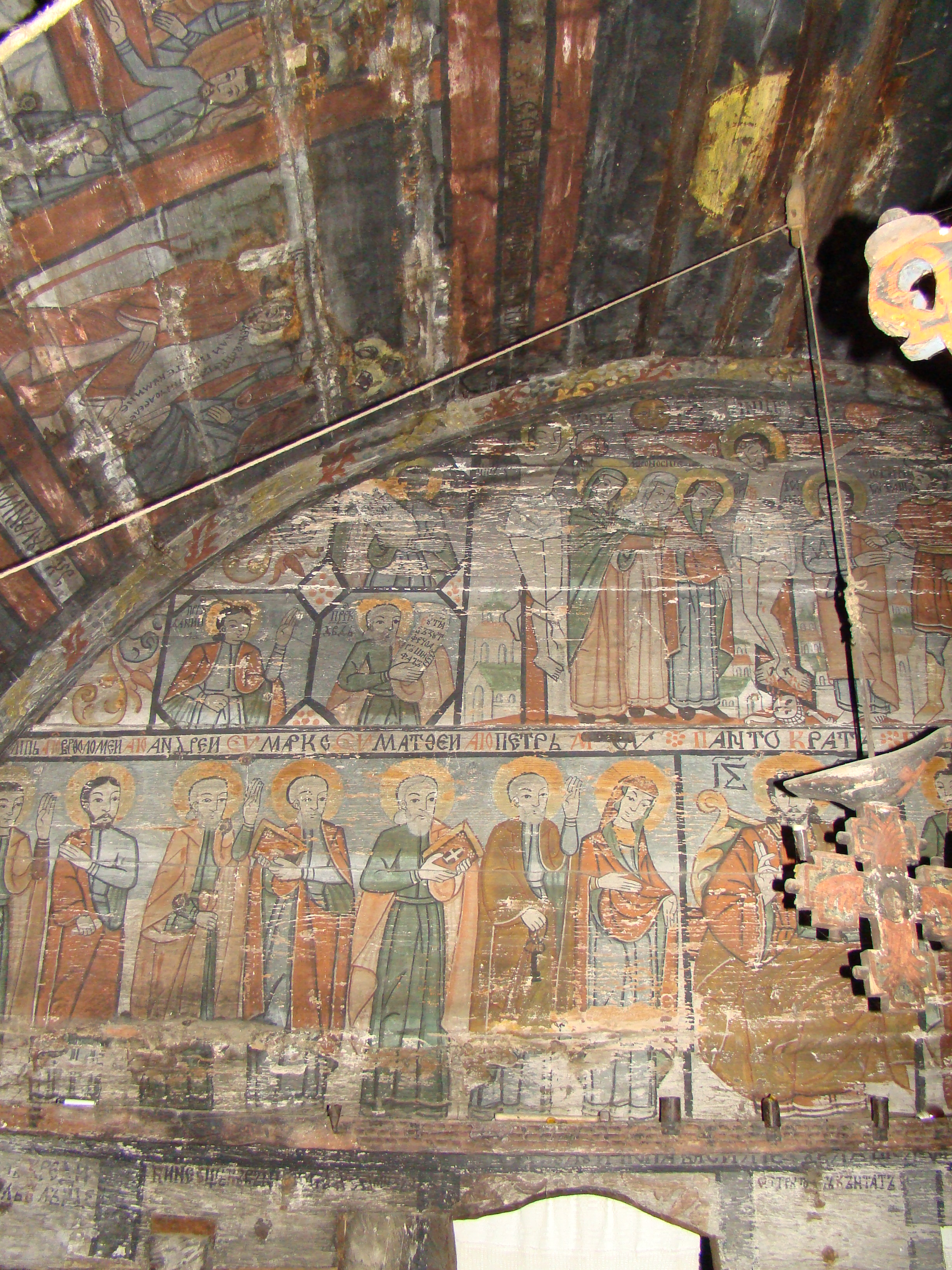
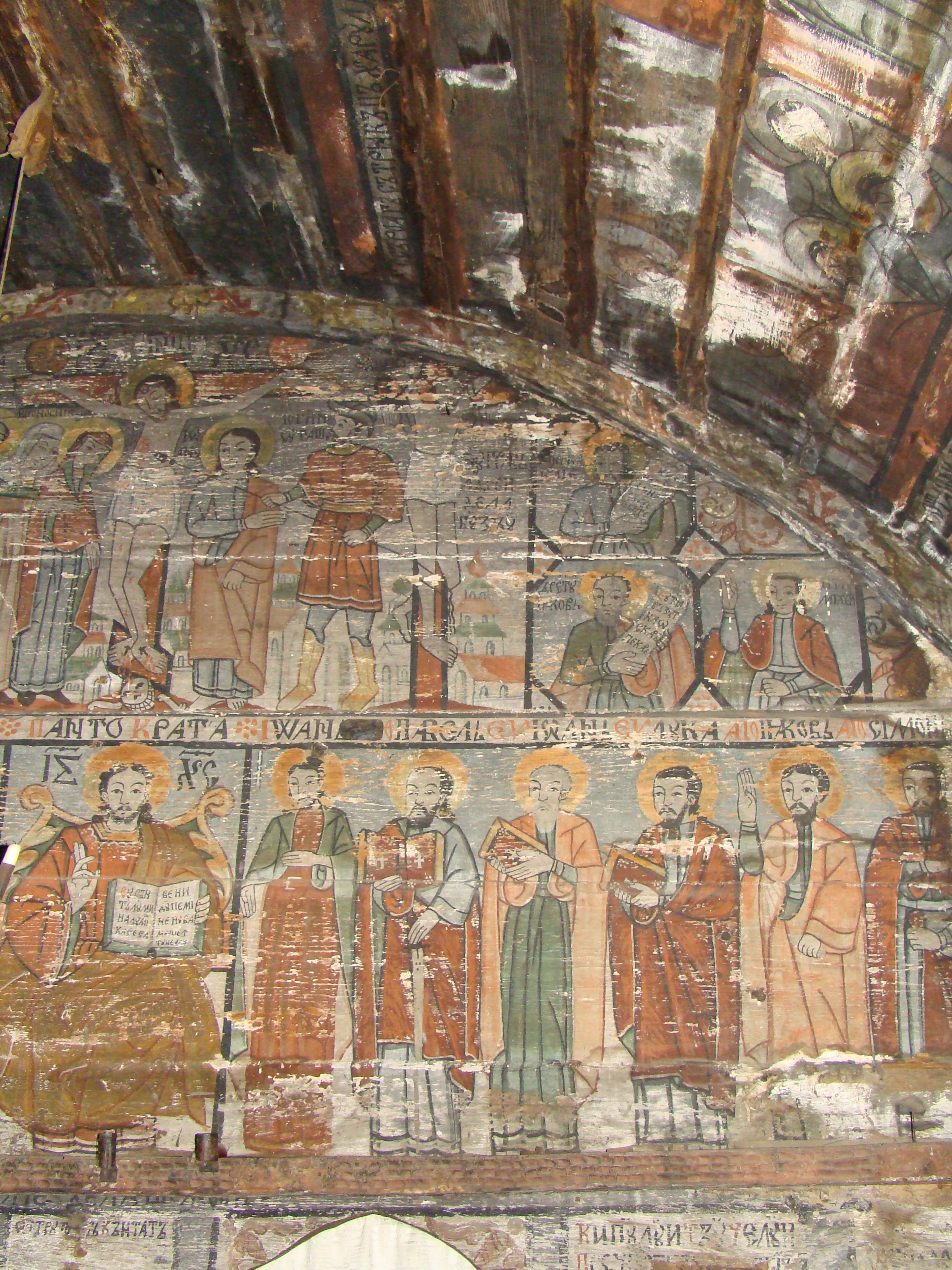
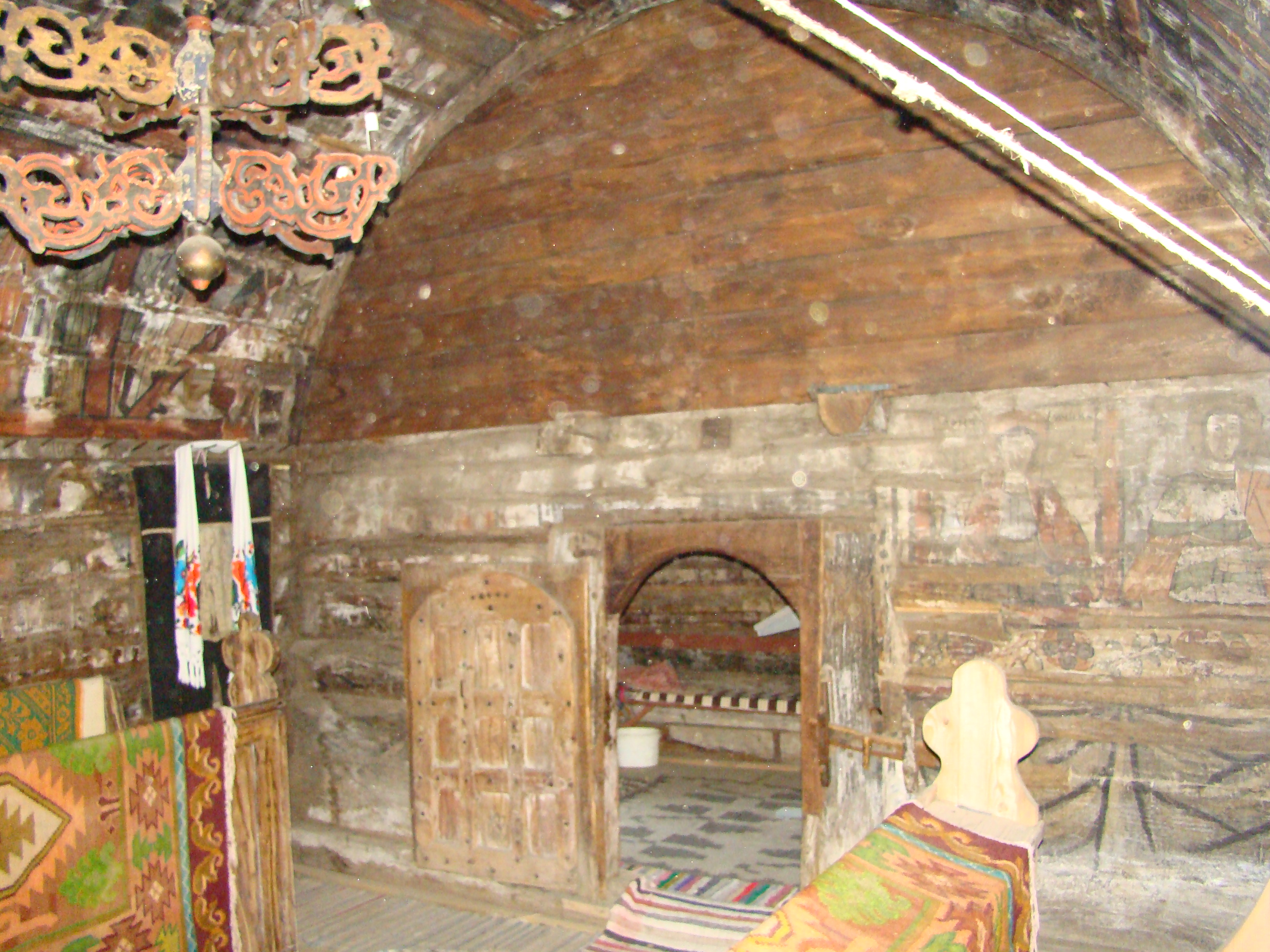
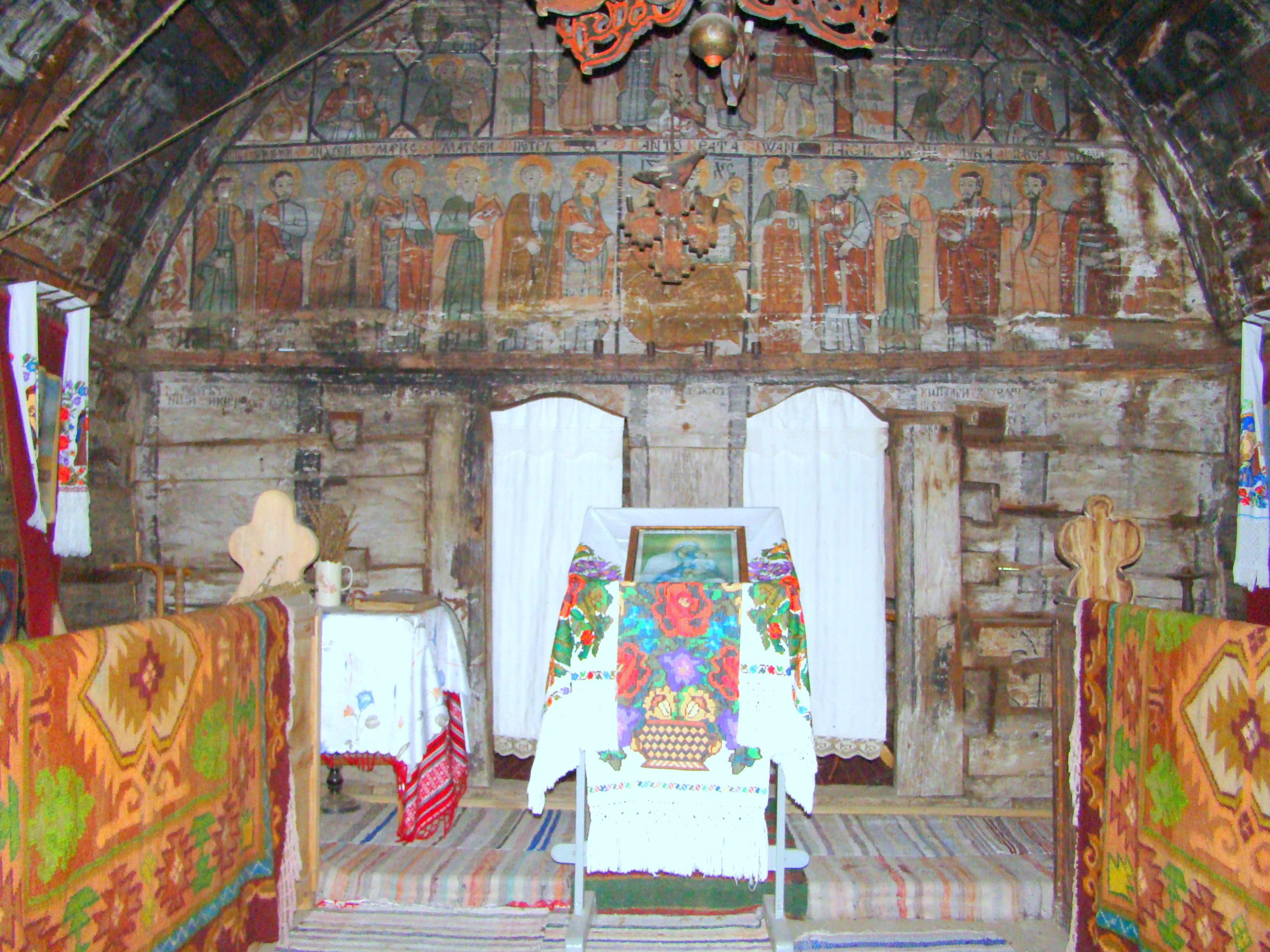
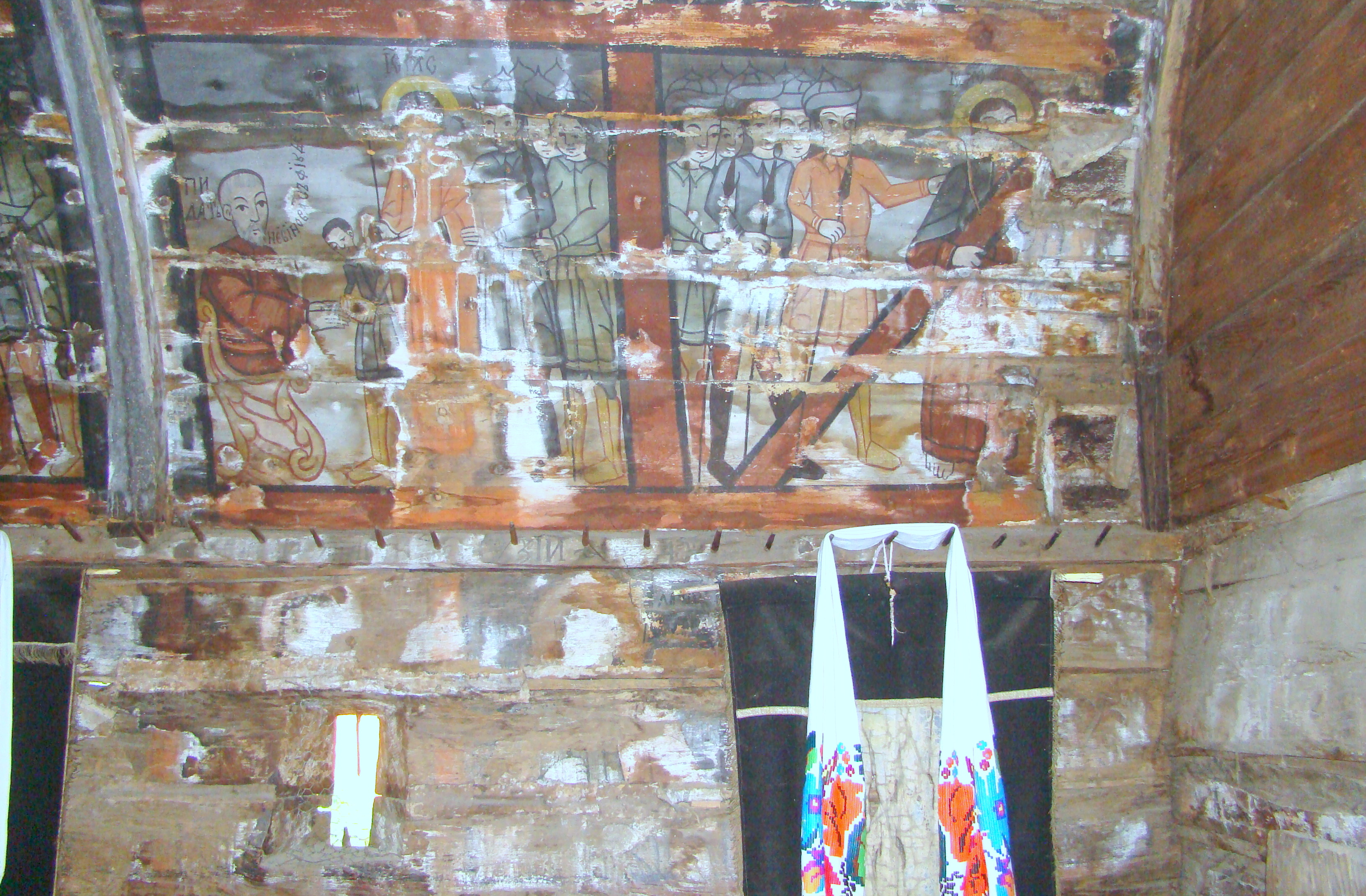
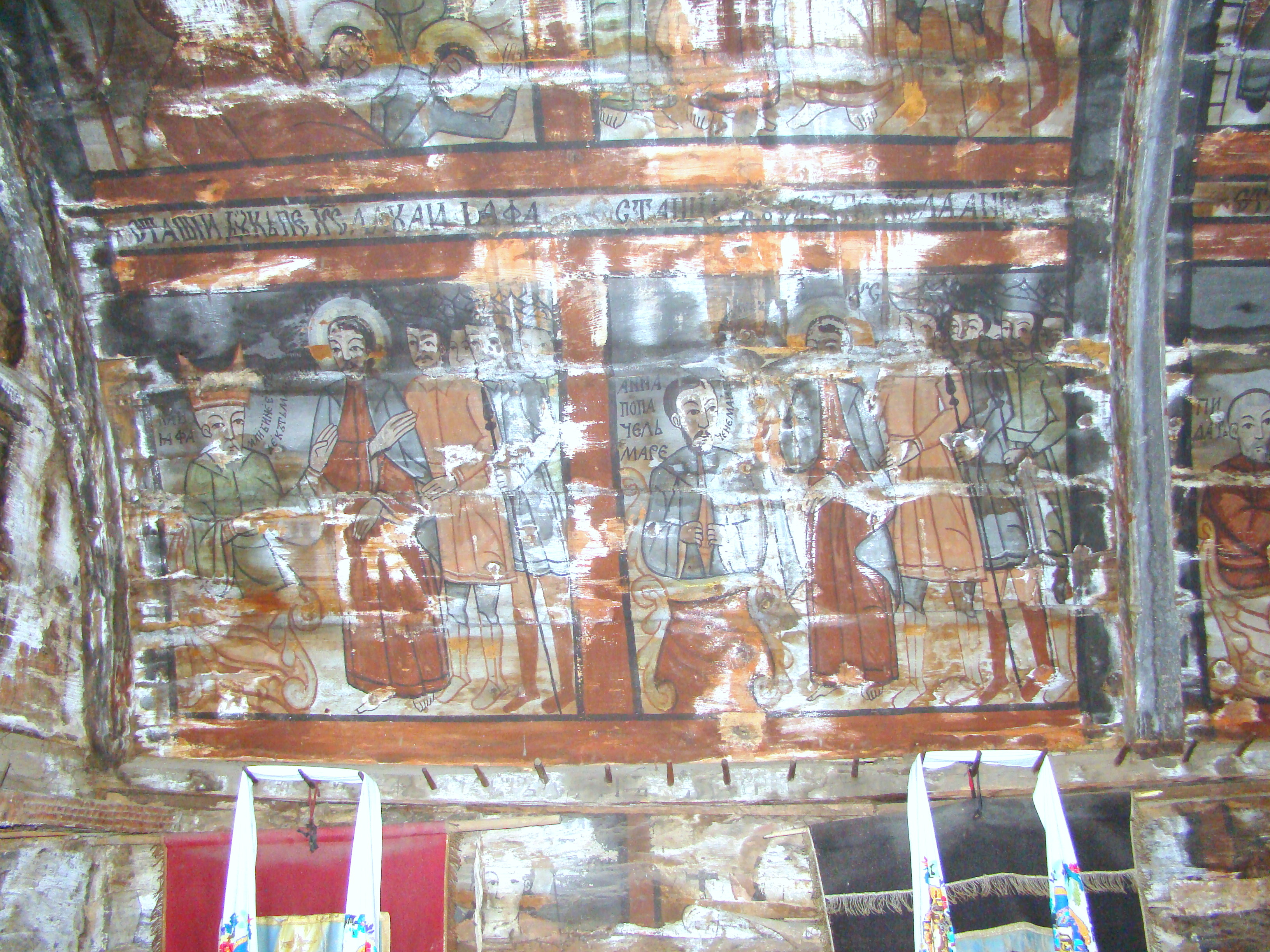
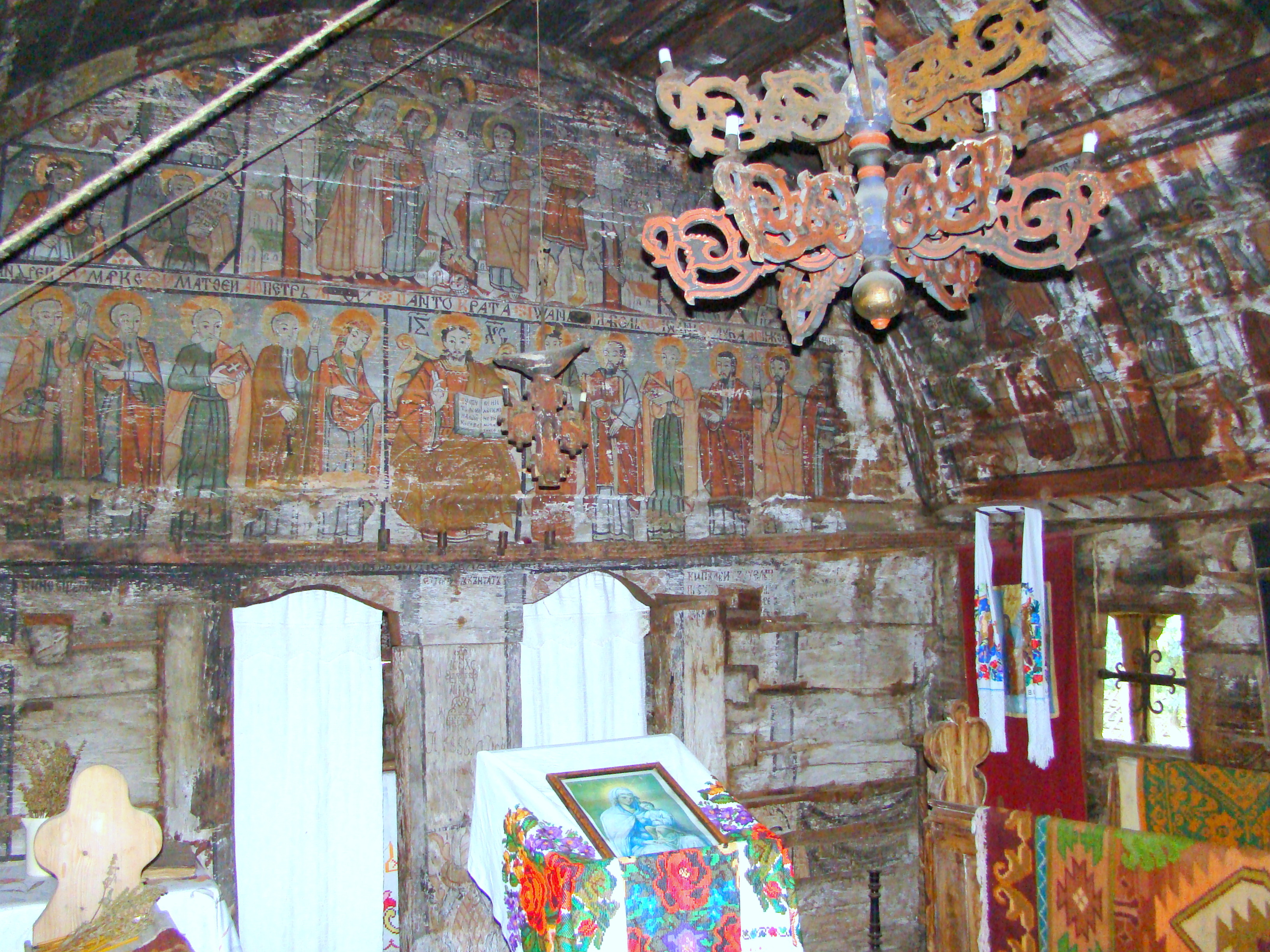
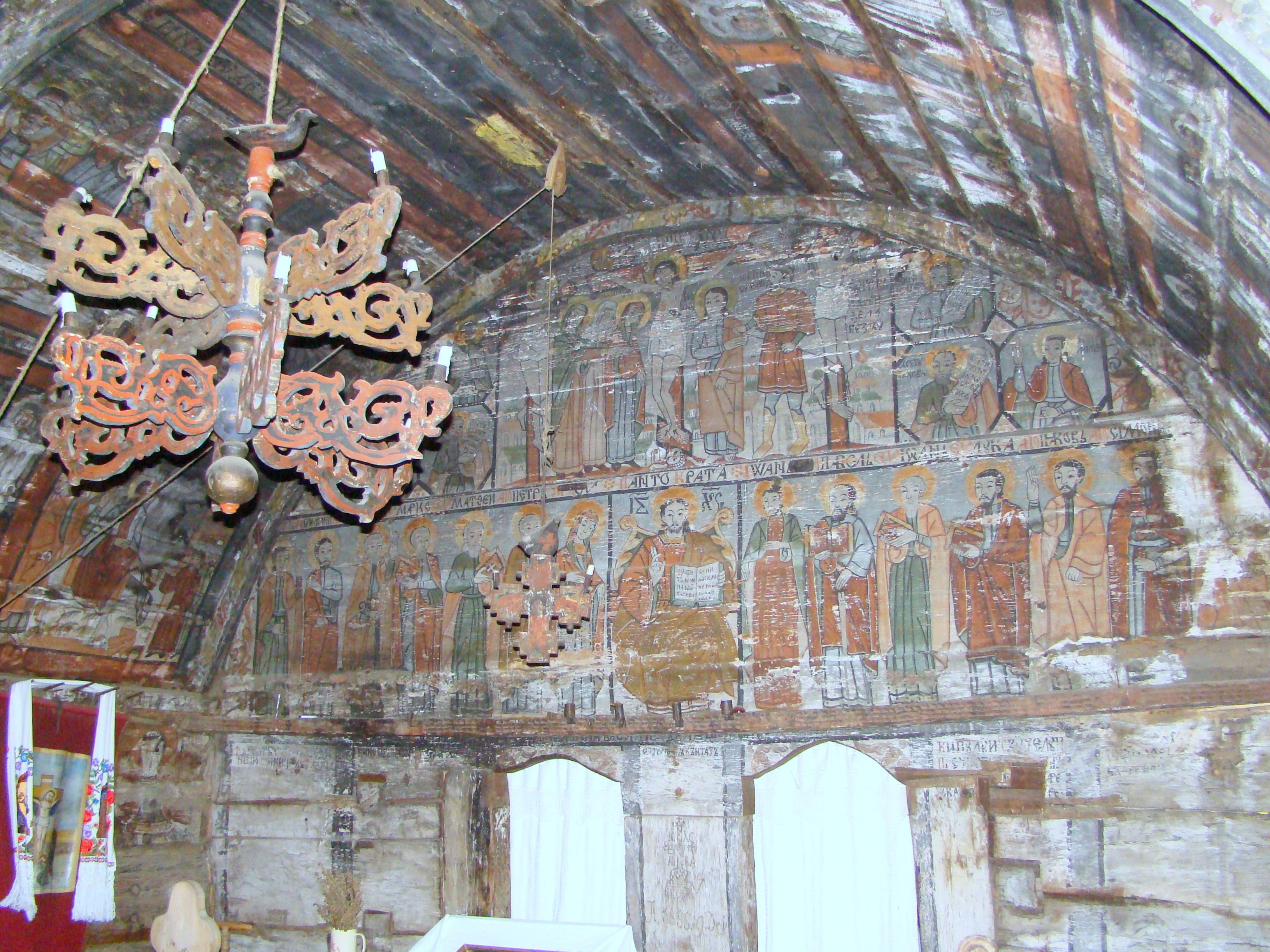
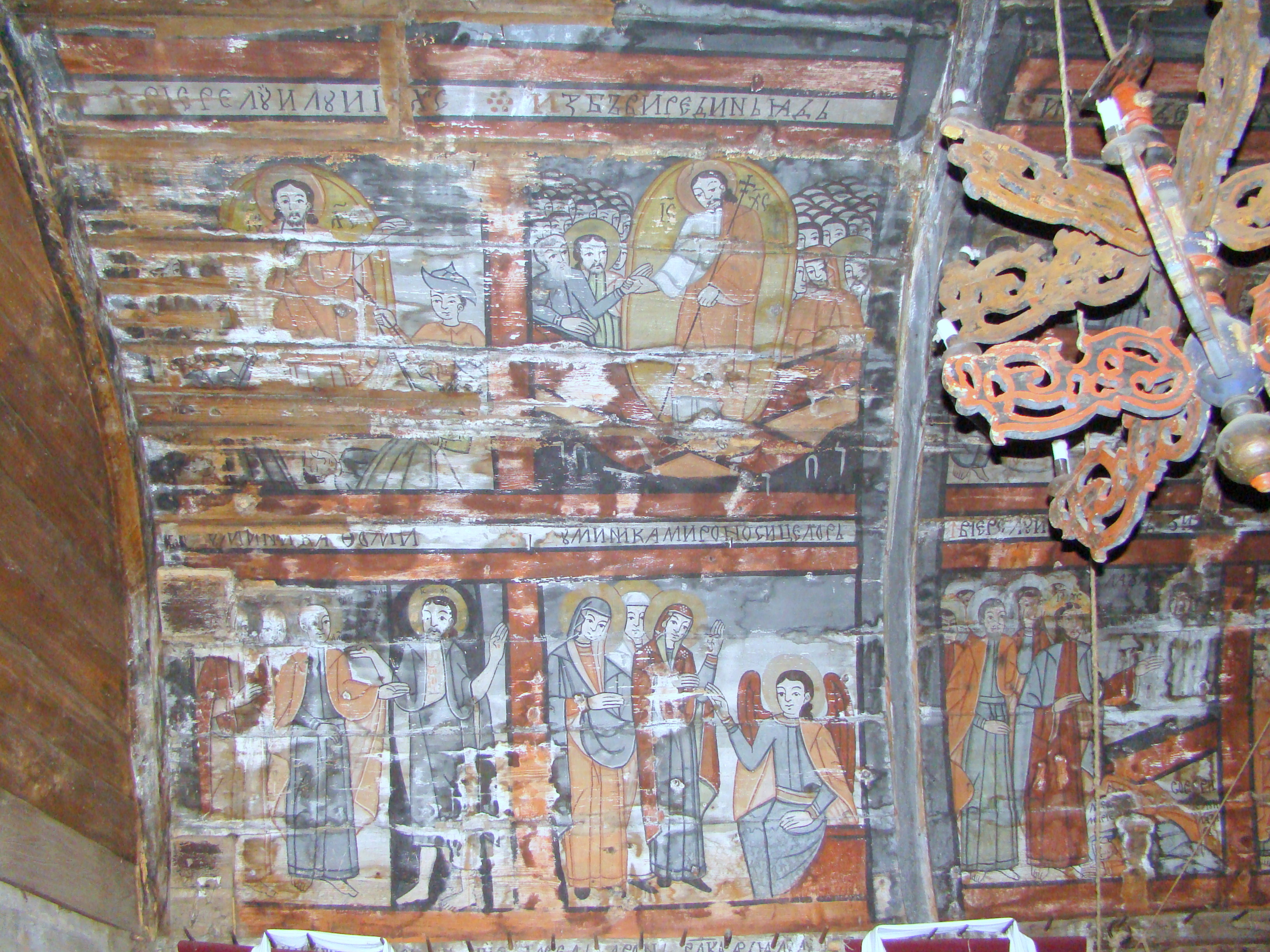
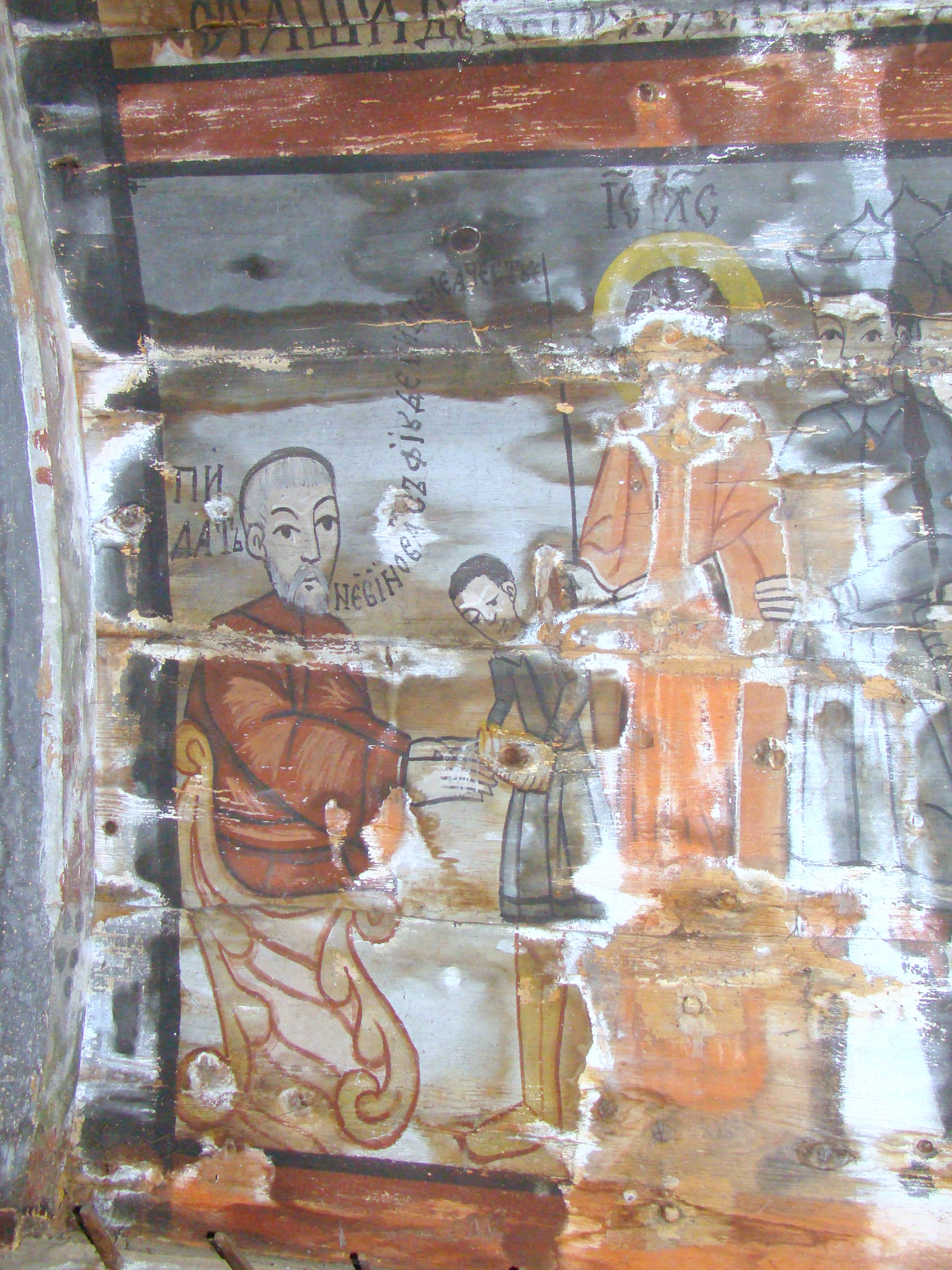
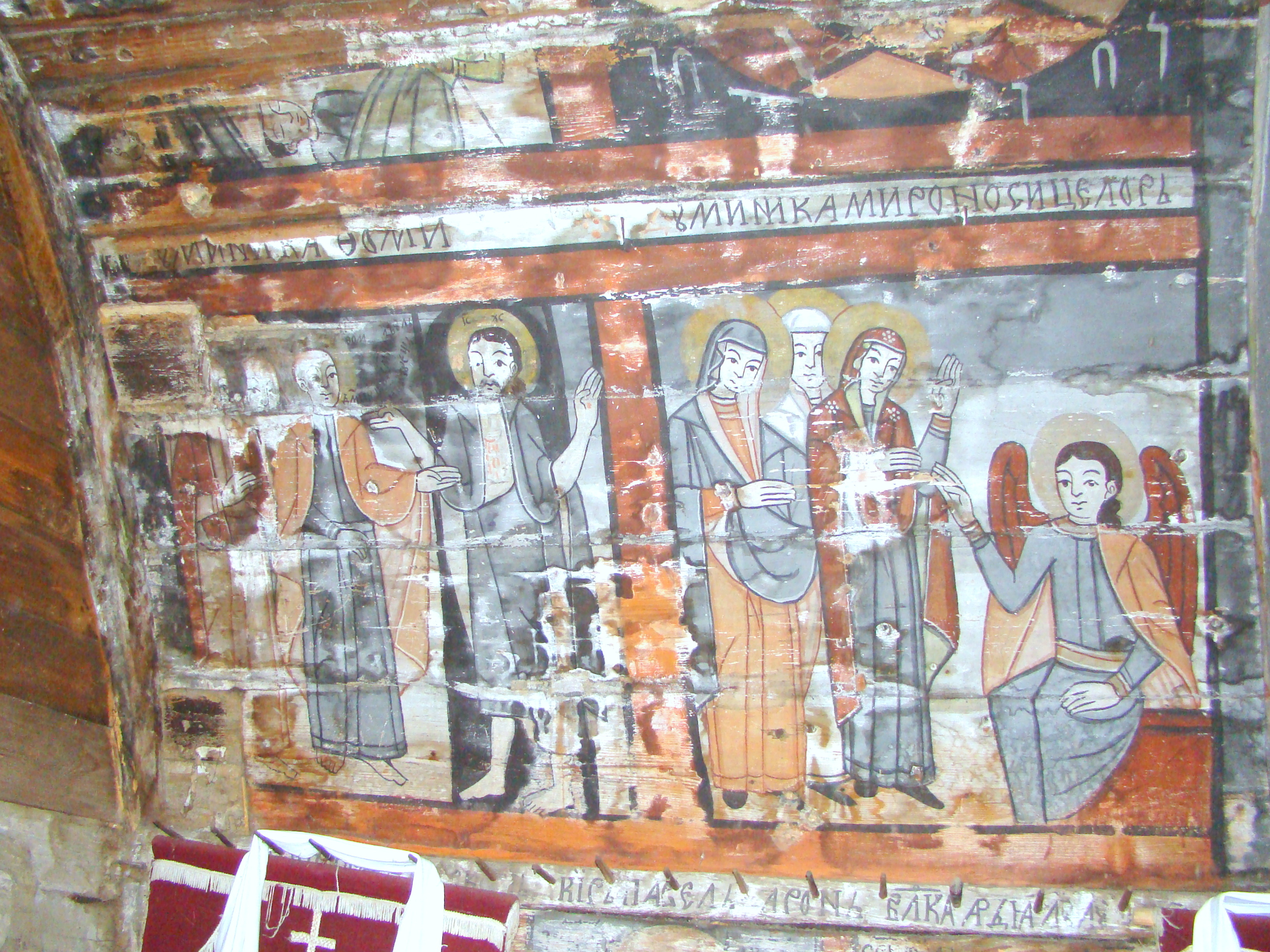
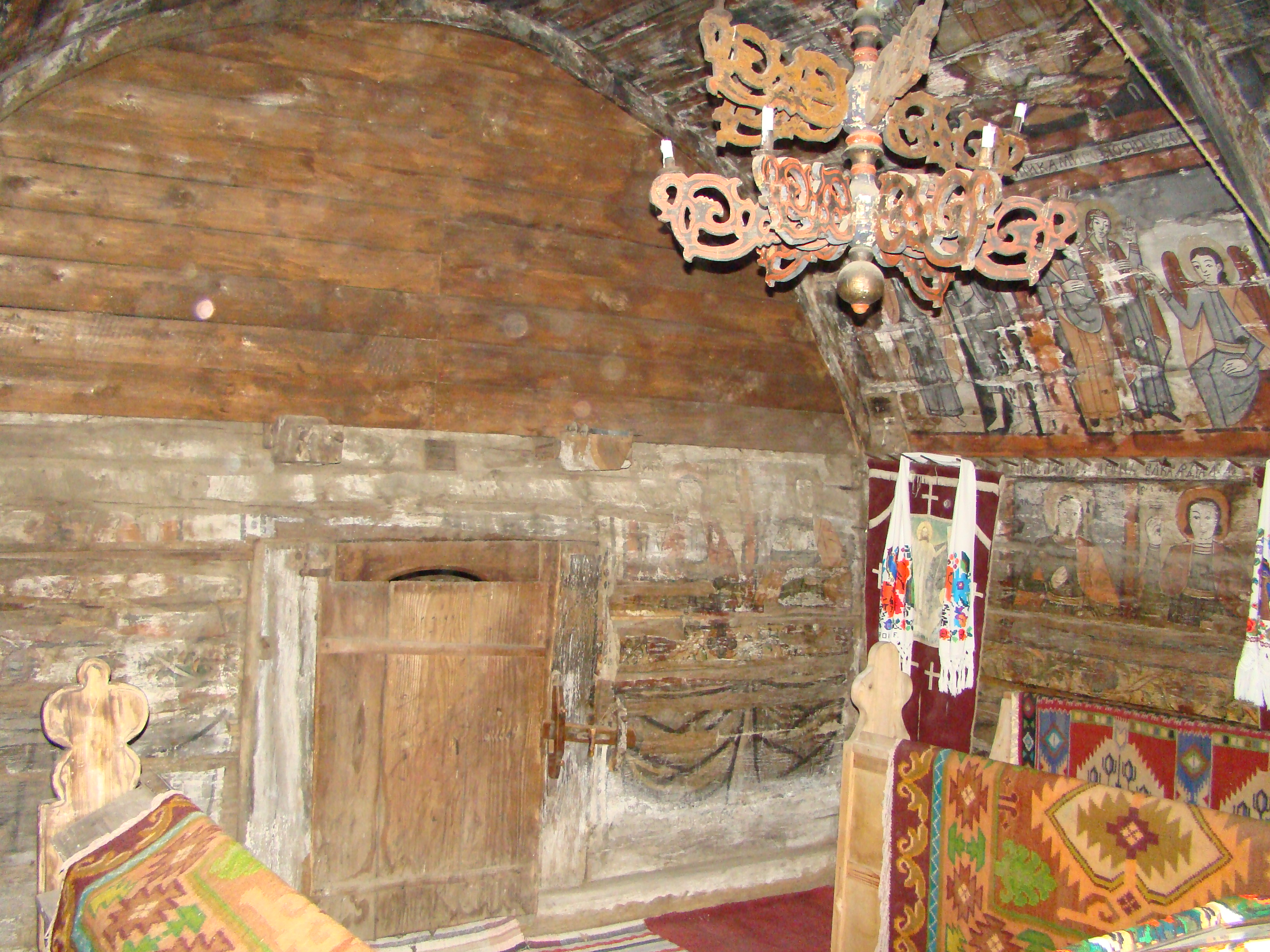

## Imagini din exterior

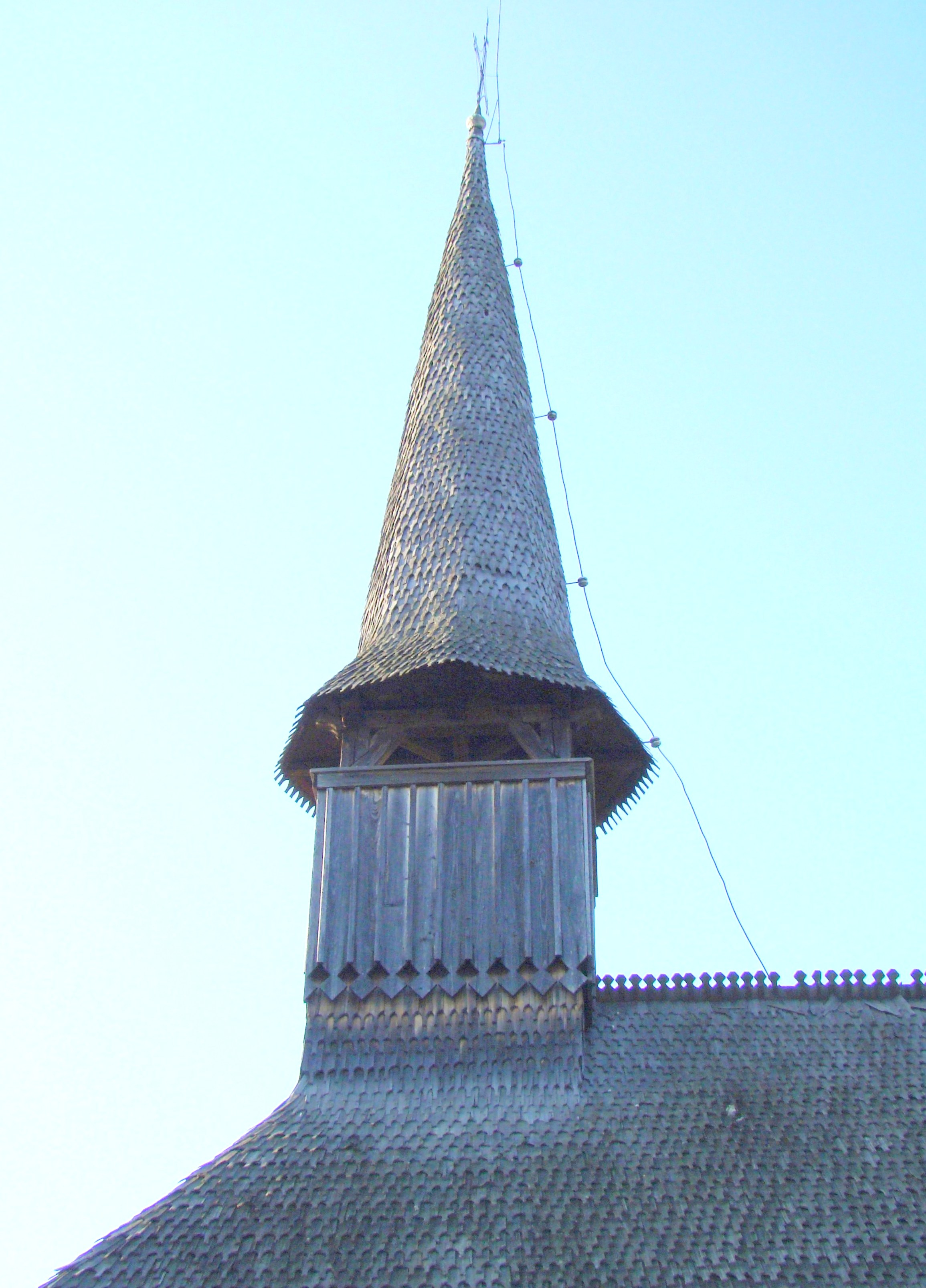
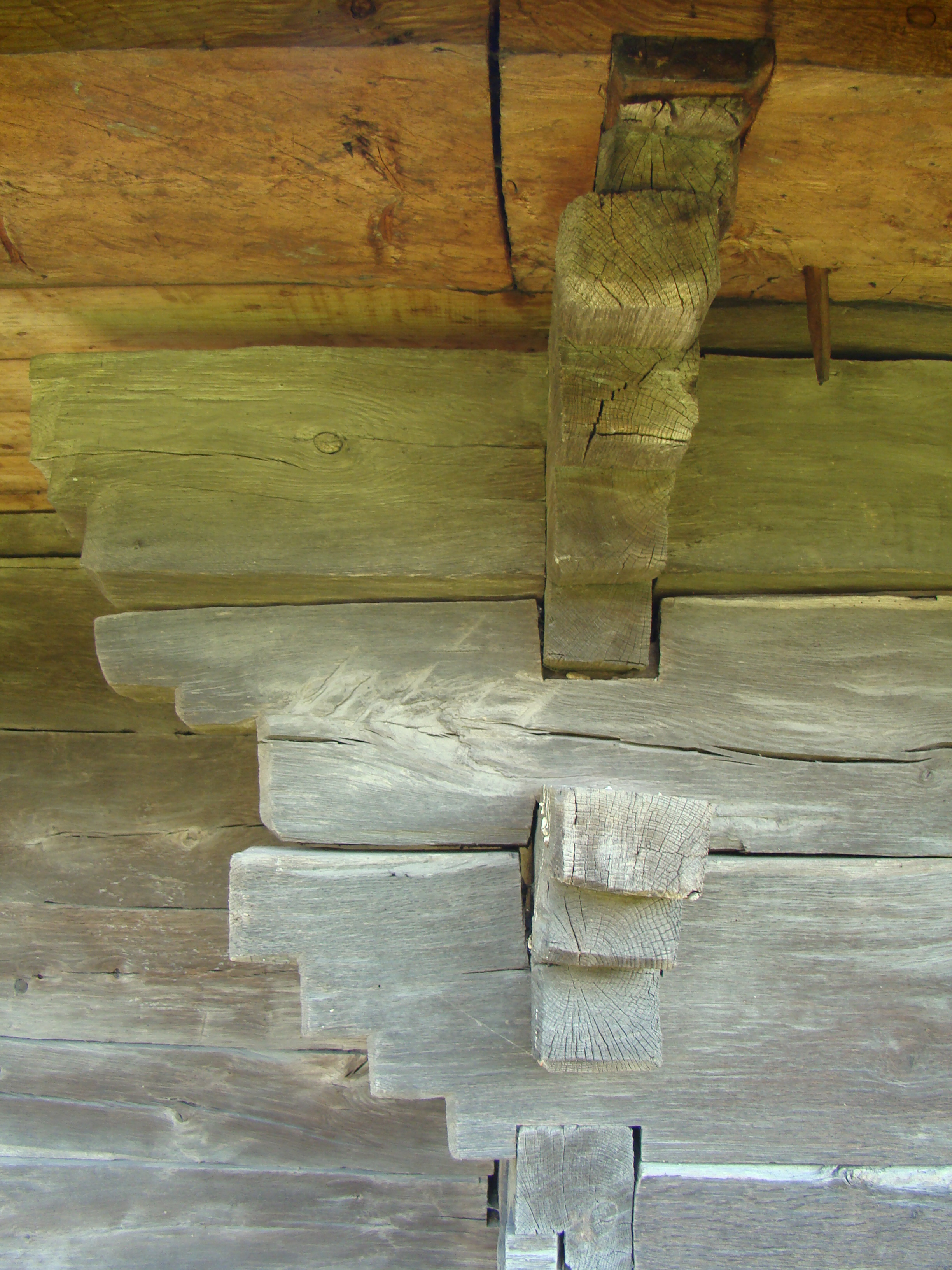
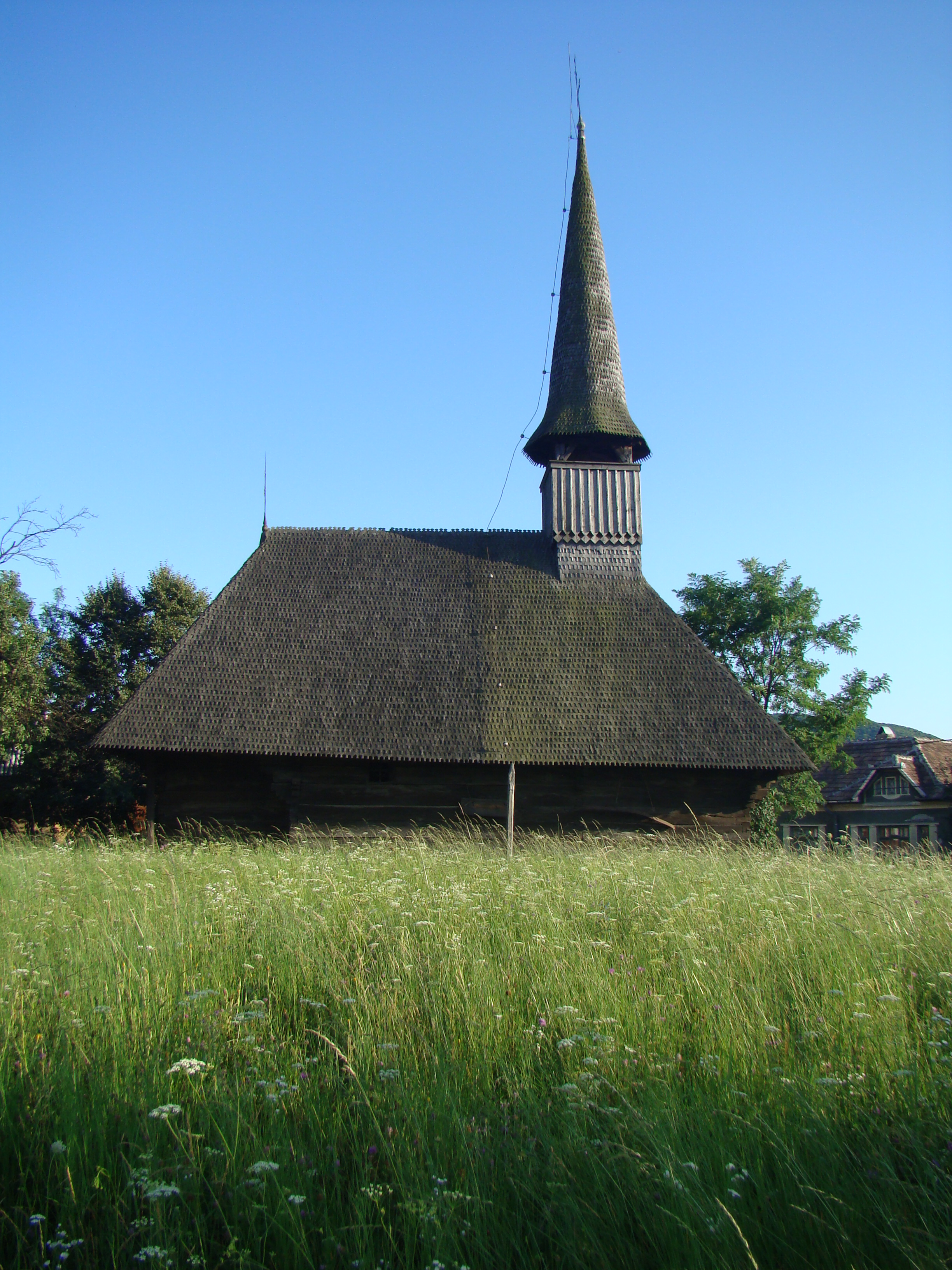
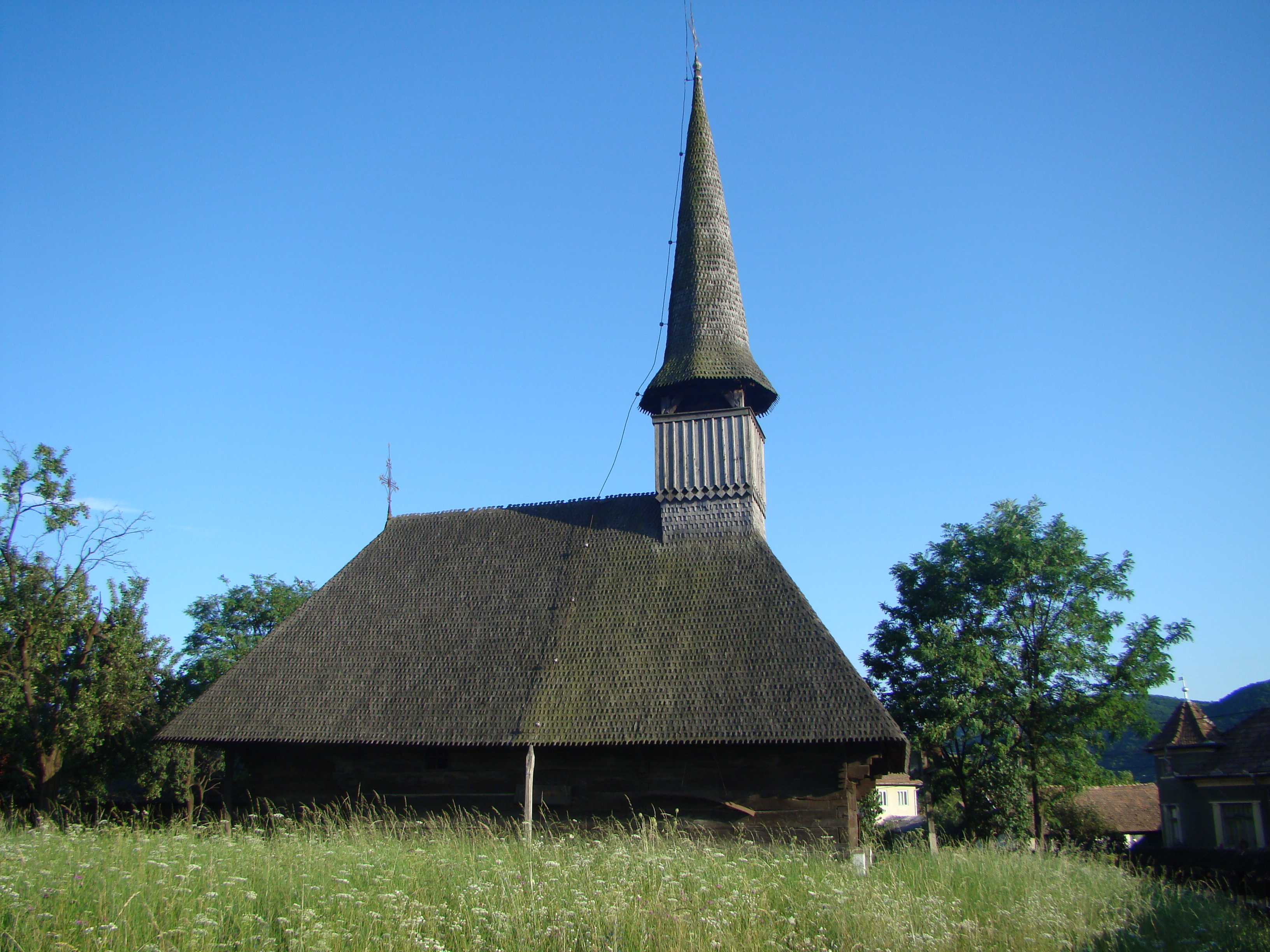
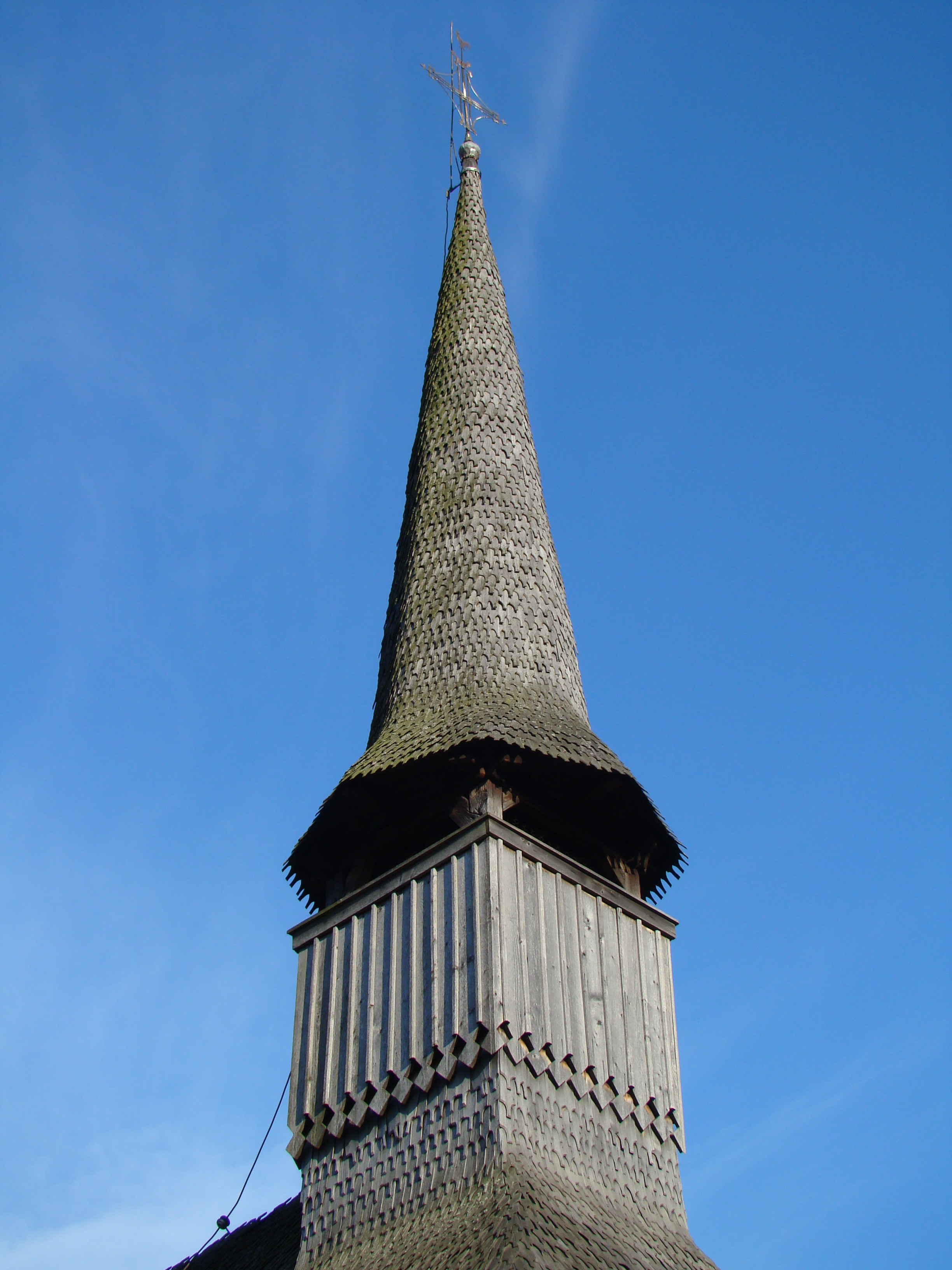
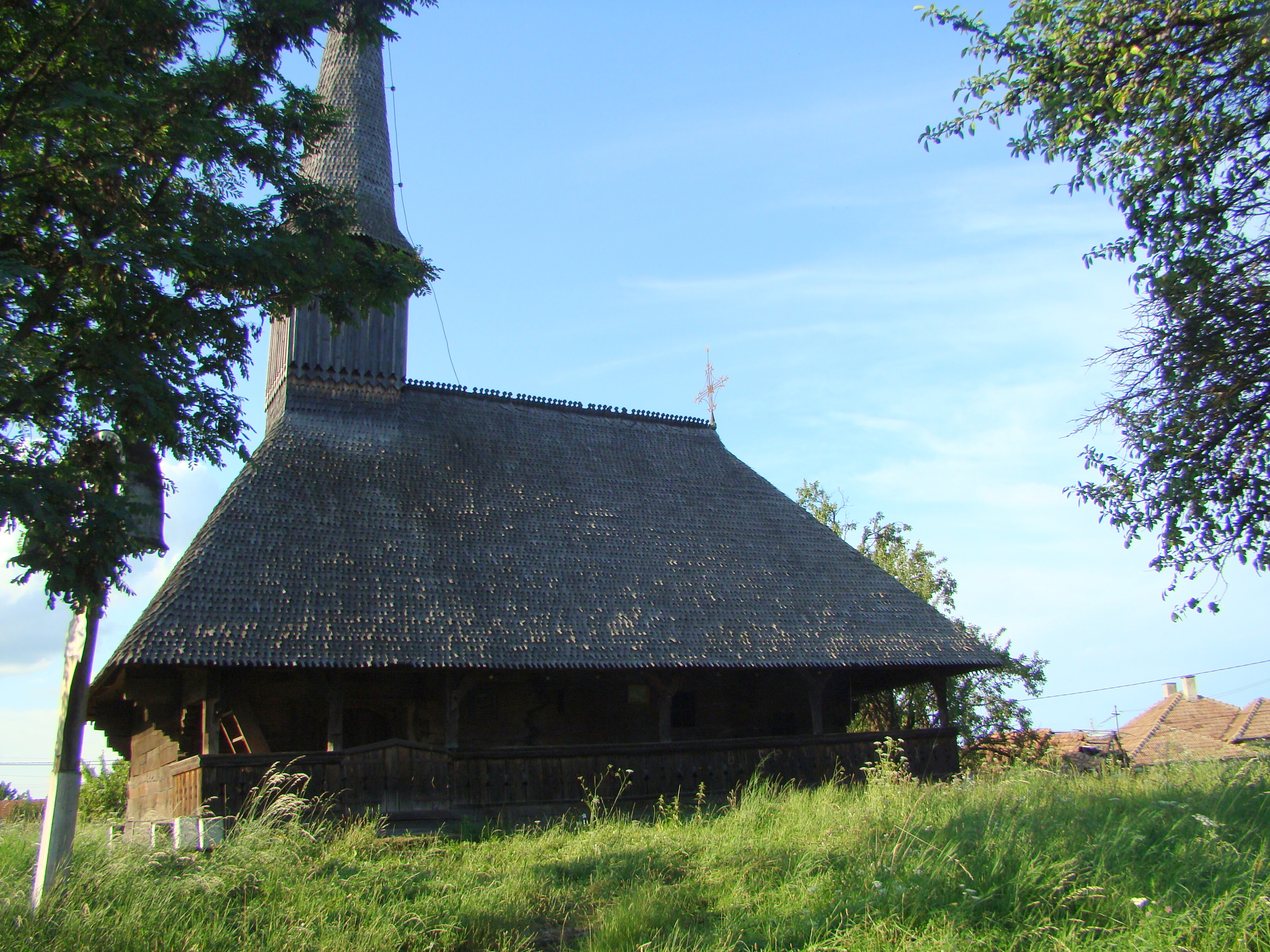
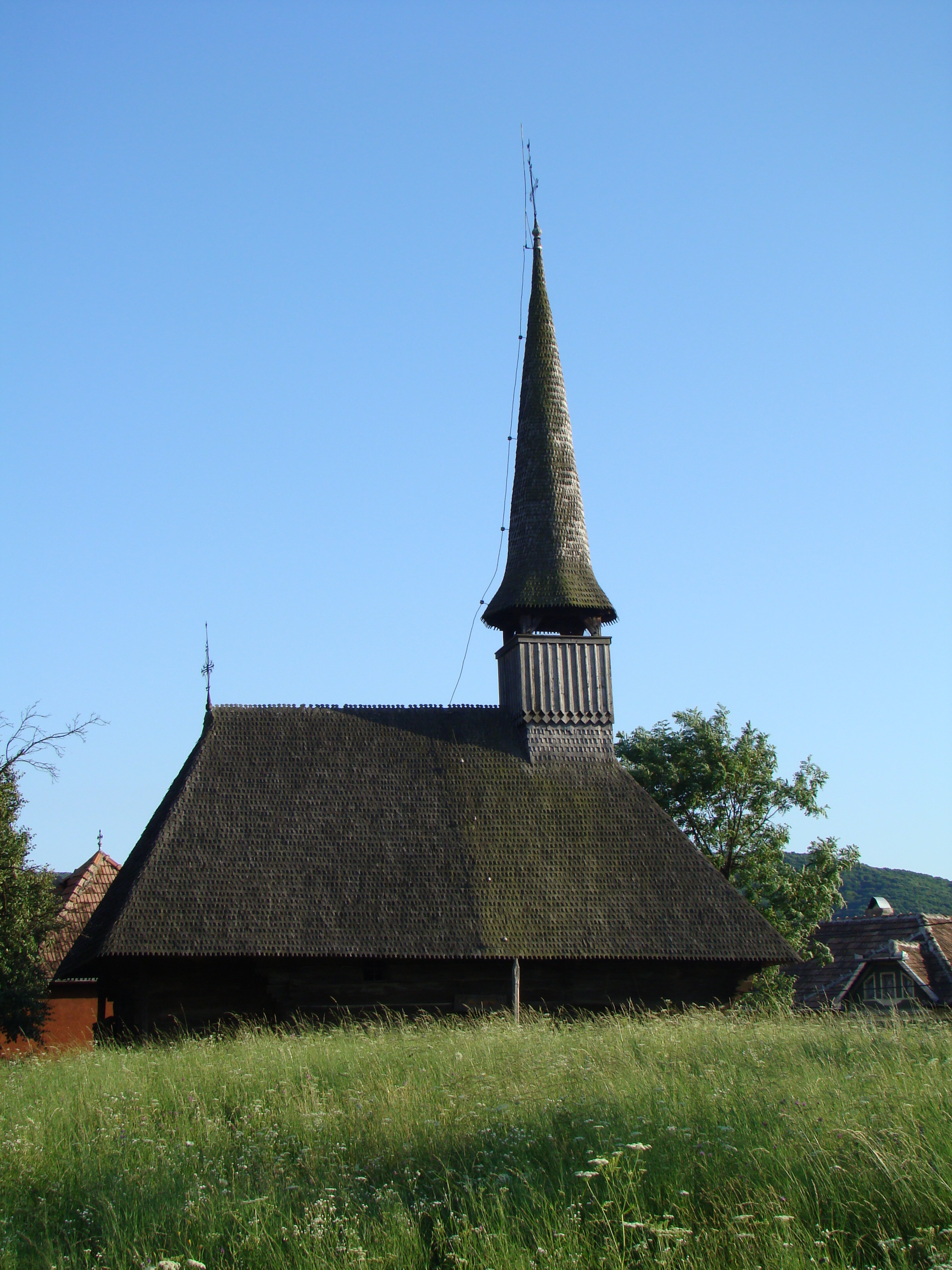
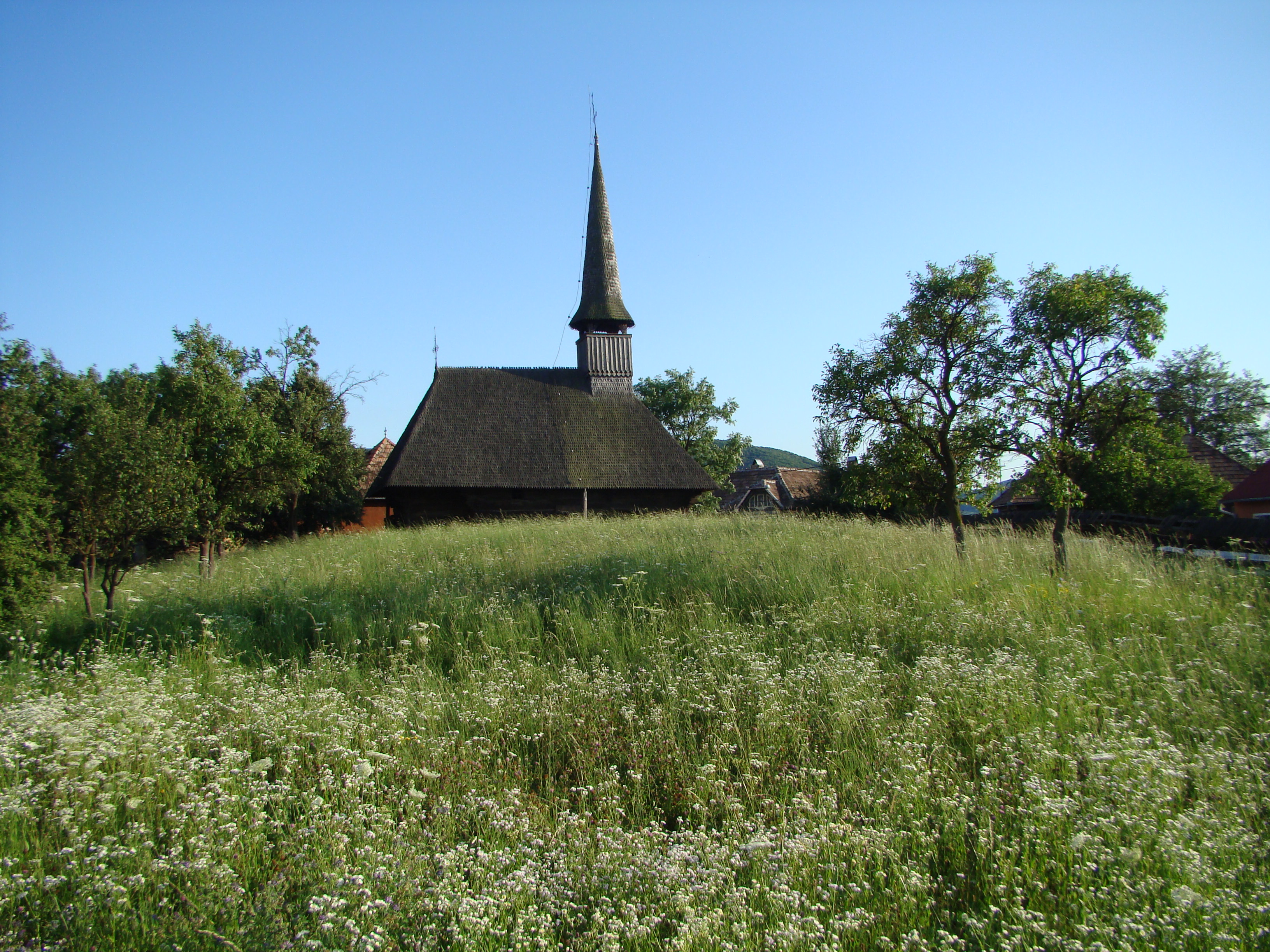
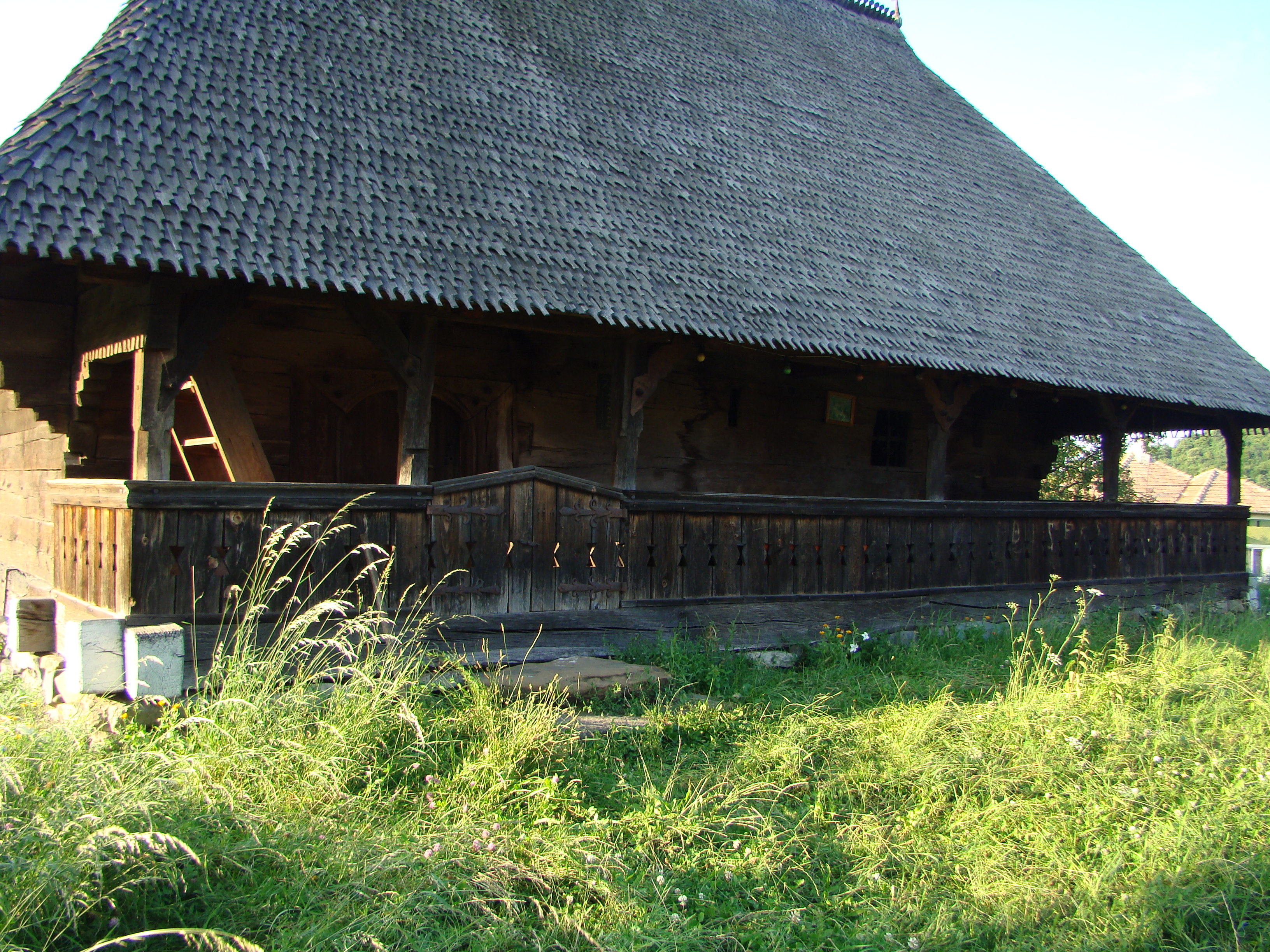
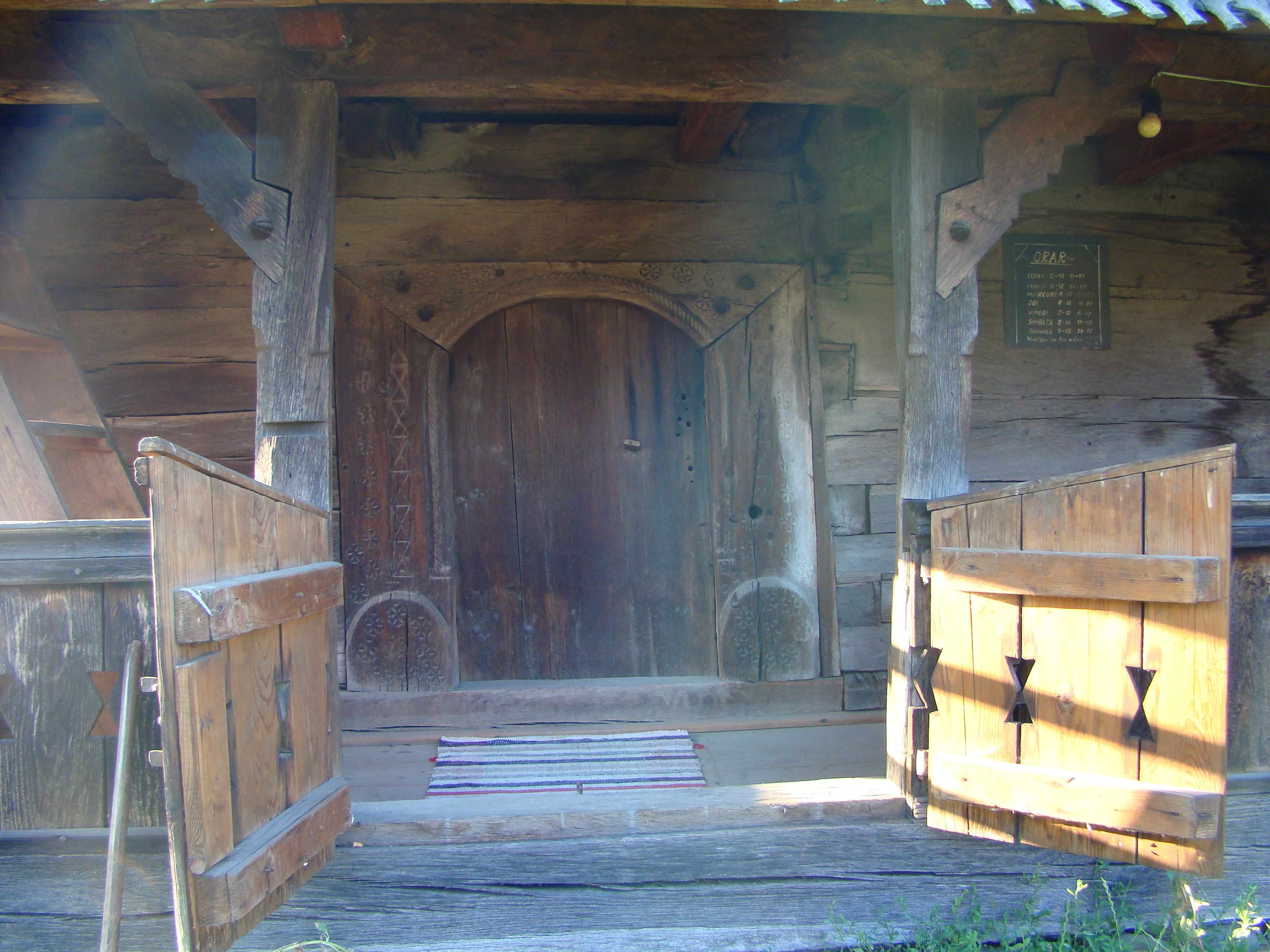